# Liste der Kulturdenkmale in Leipzig-Zentrum-Südost
Die Liste der Kulturdenkmale in Leipzig-Mitte (Zentrum-Südost) enthält die Kulturdenkmale des Leipziger Ortsteils Zentrum-Südost (02) einschließlich des Seeburgviertels, die in der Denkmalliste des Landesamts für Denkmalpflege Sachsen mit Stand 2017 erfasst wurden. Zentrum-Südost gehört zum Leipziger Stadtbezirk Mitte.

## Legende
- Bild: Bild des Kulturdenkmals, ggf. zusätzlich mit einem Link zu weiteren Fotos des Kulturdenkmals im Medienarchiv Wikimedia Commons. Wenn man auf das Kamerasymbol klickt, können Fotos zu Kulturdenkmalen aus dieser Liste hochgeladen werden:
- Bezeichnung: Denkmalgeschützte Objekte und ggf. Bauwerksname des Kulturdenkmals
- Lage: Straßenname und Hausnummer oder Flurstücknummer des Kulturdenkmals. Die Grundsortierung der Liste erfolgt nach dieser Adresse. Der Link (Karte) führt zu verschiedenen Kartendiensten mit der Position des Kulturdenkmals. Fehlt dieser Link, wurden die Koordinaten noch nicht eingetragen. Sind diese bekannt, können sie über ein Tool mit einer Kartenansicht einfach nachgetragen werden. In dieser Kartenansicht sind Kulturdenkmale ohne Koordinaten mit einem roten bzw. orangen Marker dargestellt und können durch Verschieben auf die richtige Position in der Karte mit Koordinaten versehen werden. Kulturdenkmale ohne Bild sind an einem blauen bzw. roten Marker erkennbar.
- Datierung: Baubeginn, Fertigstellung, Datum der Erstnennung oder grobe zeitliche Einordnung entsprechend des Eintrags in der sächsischen Denkmaldatenbank
- Beschreibung: Kurzcharakteristik des Kulturdenkmals entsprechend des Eintrags in der sächsischen Denkmaldatenbank, ggf. ergänzt durch die dort nur selten veröffentlichten Erfassungstexte oder zusätzliche Informationen
- ID: Vom Landesamt für Denkmalpflege Sachsen vergebene, das Kulturdenkmal eindeutig identifizierende Objekt-Nummer. Der Link führt zum PDF-Denkmaldokument des Landesamtes für Denkmalpflege Sachsen. Bei ehemaligen Kulturdenkmalen können die Objektnummern unbekannt sein und deshalb fehlen bzw. die Links von aus der Datenbank entfernten Objektnummern ins Leere führen. Ein ggf. vorhandenes Icon  führt zu den Angaben des Kulturdenkmals bei Wikidata.

## Kulturdenkmale in Leipzig-Mitte (Zentrum-Südost)
| Bild                                    | Bezeichnung | Lage | Datierung | Beschreibung | ID       |
| --------------------------------------- | --- | --- | --- | --- | -------- |
| Direkt Bild zu diesem Denkmal hochladen | Lindenallee und Straßenverlauf mit Fußwegepflasterung zwischen den Bäumen sowie vier historische Laternenmasten | Alte Messe (Karte)                                                                                             | 1911-1913 (Allee) | angelegt für die Internationale Baufach-Ausstellung 1913, ortsgeschichtlich von Bedeutung | 09304252 |
| Direkt Bild zu diesem Denkmal hochladen | Messegaststätte in offener Bebauung und Ecksituation zur Prager Straße sowie Grünanlage als Vorgartenbereich entlang der Fassaden Alte Messe und Prager Straße sowie Freisitzbereich und Grünfläche an der Prager Straße | Alte Messe 1 (Karte)                                                                                           | 1983–1988 | Baugeschichtlich, künstlerisch und städtebaulich von Bedeutung | 09307228 |
| Direkt Bild zu diesem Denkmal hochladen | Rest einer Messehalle der ehemaligen Hallen 1, 2 und 3 auf dem Alten Messegelände (Anschrift: Prager Straße 200, nach Abbruch besitzt der Neubau zusätzlich die Anschrift: Alte Messe 2) | Alte Messe 2 (Karte)                                                                                           | 1938-1940 (Messehalle) | zeittypisches monumentales Gebäude des Dritten Reiches, Fassade in den 1950er Jahren mit Muschelkalksteinplatten verkleidet, baugeschichtlich von Bedeutung | 09295644 |
| Direkt Bild zu diesem Denkmal hochladen | Ehemalige Messehalle Nr. 13 | Alte Messe 7 (Karte)                                                                                           | 1982–1986 | Geplant als Ausstellungshalle für das Bauwesen der DDR, Seltenheitswert, überaus bedeutendes Zeugnis der DDR-Architektur aus den späten 1980er Jahren, geschichtliche, architektonische und städtebauliche Bedeutung | 09307312 |
| Direkt Bild zu diesem Denkmal hochladen | Sachgesamtheit Tierkliniken, mit folgenden Einzeldenkmalen: Klinikgebäude (Obj. 09295654, An den Tierkliniken 7, 7a), Klinikgebäude (Obj. 09295655 - An den Tierkliniken 9), Stallgebäude (Obj. 09295657, An den Tierkliniken 11a), Lehrgebäude (Obj. 09295649, An den Tierkliniken 11-21), Stallgebäude (Obj. 09295658, An den Tierkliniken 21a), Klinikgebäude (Obj. 09295650, An den Tierkliniken 27, 29, 31), Klinikgebäude (Obj. 09295651, An den Tierkliniken 33, 35, 37), Klinikgebäude (Obj. 09295652, An den Tierkliniken 39, 41, 43) sowie mit folgenden Sachgesamtheitsteilen: Grünflächen, Alleen und ehemaliges Wasserbecken, Einfriedung und Toranlagen, Denkmal für G. C. Haubner, ehemaliges Kesselhaus (An den Tierkliniken 3) sowie zwei Düngerhäuser und zwei Seuchenställe | An den Tierkliniken 1; 3; 5; 7; 7a; 9; 11; 13; 15; 17; 19; 21; 21a; 27; 29; 31; 33; 35; 37; 39; 41; 43 (Karte) | 1919 (Hochschule) | Reformstil-Architektur, von wissenschaftlichem, stadtgeschichtlichem und baugeschichtlichem Wert [Störelemente: Klinik-Neubauten An den Tierkliniken 1 und 5] | 09295656 |
| Direkt Bild zu diesem Denkmal hochladen | Einzeldenkmal o. g. Sachgesamtheit: Klinikgebäude (siehe auch Sachgesamtheitsdokument - Obj. 09295656) | An den Tierkliniken 7; 7a (Karte)                                                                              | 1919 (Hochschule) | Dreiflügelbau mit Kopfbau, erhöhtem Hauptflügel und niedrigerem Seitenflügel, Reformstil-Architektur, von wissenschaftlichem, stadtgeschichtlichem und baugeschichtlichem Wert | 09295654 |
| Direkt Bild zu diesem Denkmal hochladen | Einzeldenkmal o. g. Sachgesamtheit: Klinikgebäude (siehe auch Sachgesamtheitsdokument - Obj. 09295656) | An den Tierkliniken 9 (Karte)                                                                                  | 1919 (Hochschule) | niedriger Dreiflügelbau mit angefügtem Wohnhaus als Kopfbau, Reformstil-Architektur, von wissenschaftlichem, stadtgeschichtlichem und baugeschichtlichem Wert | 09295655 |
| Direkt Bild zu diesem Denkmal hochladen | Einzeldenkmal o. g. Sachgesamtheit: Lehrgebäude einer Klinik (siehe auch Sachgesamtheitsdokument - Obj. 09295656) | An den Tierkliniken 11; 13; 15; 17; 19; 21 (Karte)                                                             | 1919 (Hochschule) | lang gestreckte Bautengruppe mit Kopfbauten und zwei mittigen Torhäusern, Reformstil-Architektur, von wissenschaftlichem, stadtgeschichtlichem und baugeschichtlichem Wert | 09295649 |
| Direkt Bild zu diesem Denkmal hochladen | Einzeldenkmal o. g. Sachgesamtheit: Stallgebäude einer Klinik (siehe auch Sachgesamtheitsdokument - Obj. 09295656) | An den Tierkliniken 11a (Karte)                                                                                | 1919 (Hochschule) | lang gestreckter Stall mit Kopfbau, Reformstil-Architektur, von wissenschaftlichem, stadtgeschichtlichem und baugeschichtlichem Wert | 09295657 |
| Direkt Bild zu diesem Denkmal hochladen | Einzeldenkmal o. g. Sachgesamtheit: Stallgebäude einer Klinik (siehe auch Sachgesamtheitsdokument - Obj. 09295656) | An den Tierkliniken 21a (Karte)                                                                                | 1919 (Hochschule) | langgestreckter Stall mit Kopfbau, Reformstil-Architektur, von wissenschaftlichem, stadtgeschichtlichem und baugeschichtlichem Wert | 09295658 |
| Direkt Bild zu diesem Denkmal hochladen | Einzeldenkmal o. g. Sachgesamtheit: Klinikgebäude (siehe auch Sachgesamtheitsdokument - Obj. 09295656) | An den Tierkliniken 27; 29; 31 (Karte)                                                                         | 1919 (Hochschule) | Dreiflügelbau mit erhöhtem Mittelteil mit Risalit und niedrigeren Seitenflügeln, Reformstil-Architektur, von wissenschaftlichem, stadtgeschichtlichem und baugeschichtlichem Wert | 09295650 |
| Direkt Bild zu diesem Denkmal hochladen | Einzeldenkmal o. g. Sachgesamtheit: Klinikgebäude (siehe auch Sachgesamtheitsdokument - Obj. 09295656) | An den Tierkliniken 33; 35; 37 (Karte)                                                                         | 1919 (Hochschule) | vierflügelige Baugruppe um Innenhof mit erhöhtem Kopfbau und niedrigeren Zwischenbauten, Reformstil-Architektur, von wissenschaftlichem, stadtgeschichtlichem und baugeschichtlichem Wert | 09295651 |
| Weitere Bilder                          | Markthalle mit Zufahrtsbrücken | An den Tierkliniken 38 (Karte)                                                                                 | 1928-1929 (Markthalle) | Gebäude mit rechteckigem ziegelverkleidetem Unterbau und zwei freitragenden Kuppeln auf achteckigem Grundriss in Stahlbetonschalenkonstruktion mit Netzwerkarmierung, weltweit einzigartige Stahlbetonkonstruktion, technisches Denkmal, Architekt: Stadtbaurat Hubert Ritter, Ingenieur: Franz Dischinger, bedeutsames Zeugnis der Architekturgeschichte, Geschichtszeugnis, Erinnerungswert | 09295561 |
| Direkt Bild zu diesem Denkmal hochladen | Einzeldenkmal o. g. Sachgesamtheit: Klinikgebäude (siehe auch Sachgesamtheitsdokument - Obj. 09295656) | An den Tierkliniken 39; 41; 43 (Karte)                                                                         | 1919 (Hochschule) | Dreiflügelbau mit niedrigerem Zwischentrakt, Eingang als sandsteinverkleideter Vorbau mit Reliefs und Pilastergliederung, Reformstil-Architektur, von wissenschaftlichem, stadtgeschichtlichem und baugeschichtlichem Wert | 09295652 |
| Direkt Bild zu diesem Denkmal hochladen | Doppelwohnhaus in offener Bebauung, mit Vorgarten | An den Tierkliniken 44; 46 (Karte)                                                                             | 1938-1939 (Doppelwohnhaus) | zeittypische Putzfassade, Nummer 44 Dokument des Wiederaufbaus in der DDR, als Baumesse-Musterhaus von architekturgeschichtlicher und bautechnischer Bedeutung Denkmaltext An den Tierkliniken 44/46, Zentrum-Südost, 09302896 Das unscheinbar wirkende kleine Doppelmietshaus wurde 1938 im Auftrag des Marktamtes der Reichsmessestadt Leipzig als Baumesse-Musterhaus errichtet. Beteiligt an den von Dipl.-Ing. Walter Lucas aus Leipzig erarbeiteten Plänen waren das Messamt, das Institut für Bauforschung und der Sachbearbeiter für neue Werkstoffe Dr. Mengeringhausen aus Berlin. Zunächst war die Vorführung neuer(er) deutscher Bau- und Werkstoffe sowie neuzeitlicher Installationen beabsichtigt und somit die Fertigstellung im Rohbau bis zum Beginn der Messe als Ziel formuliert. Später sollten die Wohnungen an Betriebsangehörige der Großmarkthalle zugewiesen werden, auf deren Gelände das Doppelhaus für insgesamt acht Familien auch entstehen sollte. Federführend bei der Ausführung war die Fa. Arno Müller, bezüglich der Geschoßtreppen und Einzelstufen das Bauunternehmen Hermann Pfeiffer. Nach der Messe erfolgte die Fertigstellung und am 28. Februar 1939 die Schlussabnahme. Für die Fachbesucher der Baumesse wurde eine Broschüre gedruckt und der Fachwelt in einem Beitrag für die Bauzeitung im Februar 1939 nochmals alle technischen Details und sämtliche am Bau beteiligte Unternehmen bezüglich des entstandenen „Musterbaus für deutsche Werkstoffe“ zusammengestellt. In den Vierfamilienwohnhäusern kleine Wohnungen mit Bad/WC und in jedem Gebäude ein Schutzraum mit Gasschleuse im Keller für jeweils 16 Personen. Haus Nummer 44 wurde im Krieg bis auf die Kellerdecke zerstört, 1953-1954 jedoch im Stil des erhaltenen Nachbarhauses neu errichtet. Ziel war die Wiedergewinnung von Wohnungen für Betriebsangehörige der Großmarkthalle, wobei der Rat des Stadtkreises Leipzig / Abteilung Architektur und Aufbau als Investträger fungierte. Unter Bauleitung des Kreisentwurfsbüros Leipzig übernahm das Baugeschäft Wilhelm Ebenrecht aus Markkleeberg-Ost die Umsetzung. Natursteinsockel und von Werksteinen aus Rochlitzer Porphyrtuff gerahmte Hauseingänge charakterisieren den Bau mit ungegliederter Nesterputz-Fassade und Ziegeldach. Die Ausstattungen beider Häuser weitgehend erhalten, rückseitig Mietergärten. Festzuhalten ist abschließend, dass kein in der Zeit des Nationalsozialismus in Leipzig errichtetes Gebäude derart detailliert beschrieben und im Bauverlauf dokumentiert ist und eine solch umfassende Fülle unterschiedlicher verwendeter Baumaterialien aufweist, Nummer 44 ist vordergründig ein Dokument des Wiederaufbaus nach den Zerstörungen des Zweiten Weltkrieges. LFD/2009 | 09302896 |
| Direkt Bild zu diesem Denkmal hochladen | Mietshaus in halboffener Bebauung | An der Verfassungslinde 1 (Karte)                                                                              | 1881 (Mietshaus) | mit Tordurchfahrt, historisierende Putzfassade, Holzverkleidung und Stuck im Eingangsbereich, baugeschichtlich von Bedeutung | 09290778 |
|                                         | Lagergebäude eines Verlages in halboffener Bebauung | An der Verfassungslinde 7 (Karte)                                                                              | um 1906 (Lagerhaus) | zugehörig zum ehemaligen Verlagshaus (siehe auch Talstraße 10, Objekt 09290784), ehemals mit Toreinfahrt, Putzbau mit Jugendstildekor, ortsgeschichtlich und baugeschichtlich von Bedeutung | 09296911 |
|                                         | Mietshaus in ehemals geschlossener Bebauung | An der Verfassungslinde 16 (Karte)                                                                             | 1876 (Mietshaus) | Putzfassade mit reicher Gliederung (ornamentaler und figürlicher Stuck), mit Balkons, Wandverkleidung im Eingangsbereich, im Stil des Historismus, baugeschichtlich von Bedeutung | 09290779 |
|                                         | Mietshaus in geschlossener Bebauung | An der Verfassungslinde 18 (Karte)                                                                             | 1876 (Mietshaus) | Putzfassade mit Sandsteingliederung, baugeschichtlich von Bedeutung | 09290780 |
|                                         | Mietshaus in geschlossener Bebauung | An der Verfassungslinde 20 (Karte)                                                                             | 1868 (Mietshaus) | historisierende Putzfassade, mit Balkons, baugeschichtlich von Bedeutung | 09290781 |
|                                         | Mietshaus in geschlossener Bebauung in Ecklage | An der Verfassungslinde 22 (Karte)                                                                             | 1871 (Mietshaus) | Putzfassade, markanter Eckbau in städtebaulich wichtiger Lage, baugeschichtlich bedeutsam | 09290782 |
| Direkt Bild zu diesem Denkmal hochladen | Handschwengelpumpe mit Brunnenschacht und Abdeckplatte | Auguste-Schmidt-Straße (Karte)                                                                                 | 1891 (Handschwengelpumpe) | schräg gegenüber Nummer 10, ortsgeschichtlich von Bedeutung | 09299200 |
|                                         | Mietshaus in ehemals geschlossener Bebauung | Auguste-Schmidt-Straße 10 (Karte)                                                                              | 1850er Jahre (Mietshaus) | mit Hausdurchgang, Putzfassade, Wandgliederung im Eingangsbereich, baugeschichtlich von Bedeutung | 09290553 |
|                                         | Mietshaus in geschlossener Bebauung, mit Ladenanbau | Auguste-Schmidt-Straße 12 (Karte)                                                                              | 1864 (Mietshaus) | historisierende Putzfassade, Ladenanbau von 1908, baugeschichtlich von Bedeutung | 09290554 |
|                                         | Mietshaus in geschlossener Bebauung | Auguste-Schmidt-Straße 18 (Karte)                                                                              | 1867 (Mietshaus) | Putzfassade, Stuck und Fußbodenfliesen im Eingangsbereich, baugeschichtlich von Bedeutung | 09290556 |
|                                         | Mietshaus in geschlossener Bebauung, mit Hotel und Gaststätte | Auguste-Schmidt-Straße 20 (Karte)                                                                              | 1867 (Mietshaus) | Putzfassade, geätzte Treppenhausfenster, baugeschichtlich von Bedeutung | 09290557 |
|                                         | Mietshaus in geschlossener Bebauung in Ecklage | Auguste-Schmidt-Straße 22 (Karte)                                                                              | 1850-1860 (Mietshaus) | historisierende Putzfassade, geätzte Treppenhausfenster, baugeschichtlich von Bedeutung | 09290558 |
| Weitere Bilder                          | Europahaus (Hochhaus) | Augustusplatz 7 (Karte)                                                                                        | 1928-1929 (Bürogebäude) | Bürogebäude im Stil der 1920er Jahre, ehemals mit Paternoster als Technischem Denkmal, ortsbildprägender Teil der Ringbebauung, Architekt: Otto Paul Burghardt, überregional bedeutsam, mit baugeschichtlichem und architekturhistorischem Wert | 09290004 |
| Weitere Bilder                          | Bayerischer Bahnhof; Ehemaliger Bahnhof mit Portikus und Empfangsgebäude (teilweise originale Ausstattung der Schalterhalle) | Bayrischer Platz 1 (Karte)                                                                                     | 1842-1844 (Empfangsgebäude) | überregional bedeutendes Bahnhofsgebäude im klassizistisch und frühhistoristischem Stil, ältester erhaltener Fernbahnhof Deutschlands, 1842 in Betrieb genommen, dazugehörig ehemals auch die ehemalige Hauptwerkstatt (abgebrochen), bauhistorisch und verkehrsgeschichtlich von Bedeutung | 09290835 |
| Direkt Bild zu diesem Denkmal hochladen | Platzanlage zwischen Liebigstraße und Brüderstraße, östlich mit Einfriedung und Treppenaufgang | Brüderstraße (Karte)                                                                                           | 1870-1971 (Stadtplatz) | zwischen Liebigstraße, Talstraße und Brüderstraße, östlich des Anatomischen Instituts der Universität Leipzig, Grünanlage mit Wegen, Natursteinmauern, Natursteinstufen, altem Baum- und Gehölzbestand, gartenkünstlerisch von Bedeutung Denkmaltext Auf dem Areal der heutigen Kanonenteichanlage in der damaligen Ratskiesgrube des Johannistales wurde am Ende des 18. Jahrhunderts Braunkohle gefördert. Durch zu Tage tretendes Grundwasser bildete sich hier ein Teich, der wohl nach der Schlacht bei Leipzig im Oktober 1814 die Bezeichnung Kanonenteich erhielt, weil hier Waffen versenkt worden seien. 1866 kam es zur Verfüllung des Gewässers und 1870/1871 wurde eine Grünanlage mit ovalem Spielplatz und einer Allee zwischen Brüder- und Waisenhausstraße (heute Liebigstraße) angelegt. Ein Samuel-Heinicke-Denkmal enthüllte man hier im August 1881. Im Zusammenhang mit dem Bau des Anatomischen Instituts 1951-1953 kam es zu einer Neuplanung der bis zur Talstraße vergrößerten Grünanlagen. Ein Entwurf aus dem Jahr 1953 von Gerhard Scholz (Abteilungsleiter des VEB Garten- und Landschaftsgestaltung der Stadt Leipzig) sah an der Seitenfront des Instituts-Kopfbaues eine repräsentative Treppenanlage, an der Talstraße große rechteckige Spielbereiche und einen Erschließungsweg im Randbereich der Anlagen vor. Die Ausführungsplanung von 1956 – ebenfalls vom VEB Garten- und Landschaftsgestaltung projektiert – dominierte dann ein Wegekreuz, in das die Spielzone eingeordnet wurde. Die seitliche Treppenanlage erfuhr eine deutliche Reduzierung und von dem umlaufenden Erschließungsweg blieb der Teil an der Liebigstraße, der eine Begleitung durch Ziersträucher erhielt. 1992 erfolgte eine partielle Umgestaltung (Hinzufügung von Wegen und Sitzplätzen, Staudenpflanzung), die jedoch mit der Verwendung von Zieräpfeln einem wesentlichen gartengestalterischen Motiv der 1950er Jahre weiterhin verpflichtet blieb. Die Anlage ist gartenkünstlerisch und im Zusammenhang mit dem Anatomischen Institut baukünstlerisch von Bedeutung. LfD/2013 | 09304397 |
|                                         | Mehrfamilienhäuser einer Wohnanlage | Brüderstraße 2; 4 (Karte)                                                                                      | 1955 (Mehrfamilienwohnhaus) | Putzfassade, mit Tordurchfahrt, siehe auch Grünewaldstraße 13-19 und Windmühlenstraße 23-31, im reduzierten Stil der Nationalen Bautradition der 1950er Jahre, städtebaulich und baugeschichtlich von Bedeutung | 09294138 |
|                                         | Mietshaus in ehemals geschlossener Bebauung, mit Café Corso | Brüderstraße 6 (Karte)                                                                                         | 1880 (Mietshaus) | mit Läden und Tordurchfahrt, eine Ladenfront original, Putzfassade, Wandkacheln in der Tordurchfahrt, baugeschichtlich von Bedeutung | 09290768 |
|                                         | Zwei aneinandergebaute Institutsgebäude einer Universität sowie seitliche Toranlage und Hauptportal | Brüderstraße 32; 34 (Karte)                                                                                    | 1879 (Hochschule) | Hauptgebäude (Nummer 34) in Ecklage ein Zweiflügelbau mit rückseitigem halbrundem Anbau (Teil einer Gesamtanlage mit Talstraße 33 und 35), Putzbau mit Eckbetonung durch Abschrägung mit Hauptportal, Nebengebäude (Nummer 32) mit zeittypischer Putzfassade, repräsentative Toranlage, baugeschichtlich und ortsentwicklungsgeschichtlich von Bedeutung | 09295627 |
|                                         | Mietshaus in geschlossener Bebauung | Brüderstraße 53 (Karte)                                                                                        | 1878 (Mietshaus) | mit Läden, Klinkerfassade, baugeschichtlich von Bedeutung | 09290774 |
|                                         | Mietshaus in geschlossener Bebauung in Ecklage | Brüderstraße 55 (Karte)                                                                                        | 1904 (Mietshaus) | mit Laden, Klinker-Putz-Fassade mit Erkern, Stuck im Eingangsbereich, baugeschichtlich von Bedeutung | 09290775 |
|                                         | Mietshaus in ehemals geschlossener Bebauung | Brüderstraße 61 (Karte)                                                                                        | 1889 (Mietshaus) | mit Hausdurchgang, Putzfassade, geätzte Treppenhausfenster, baugeschichtlich von Bedeutung | 09290776 |
|                                         | Mietshaus in geschlossener Bebauung | Brüderstraße 63 (Karte)                                                                                        | 1880 (Mietshaus) | mit Tordurchfahrt, historisierende Putzfassade, Stuck in der Tordurchfahrt, baugeschichtlich von Bedeutung | 09290777 |
|                                         | Mietshaus (mit zwei Hausnummern: Stephanstraße 22 und Brüderstraße 65) in geschlossener Bebauung in Ecklage | Brüderstraße 65 (Karte)                                                                                        | 1880 (Doppelmietshaus) | Putzfassade, geätzte Treppenhausfenster, prächtiger Historismusbau in wirkungsvoller Ecklage, baugeschichtlich bedeutsames Zeugnis der Stadterweiterung | 09290620 |
| Direkt Bild zu diesem Denkmal hochladen | Platzanlage | Deutscher Platz (Karte)                                                                                        | 1911-1926 (Schmuckplatz) | ovaler Schmuckplatz in der Achse der Straße des 18. Oktober, mit begleitenden Lindenreihen und abgesenkter innerer Rasenfläche, städtebaulich, stadtgrüngestalterisch und ortshistorisch von Bedeutung Denkmaltext Als Zentrum der Äußeren Südostvorstadt und Höhepunkt der geplanten Raumkomposition der Straße des 18. Oktober sah Stadtbauinspektor Hans Strobel einen ovalen Platz vor. Nach seinem städtebaulichen Entwurf aus dem Jahr 1911 lag der spätere Deutsche Platz unmittelbar hinter dem Knick der Hauptachse des Viertels, die vom Bayrischen Platz bis zum Völkerschlachtdenkmal führte und im Zusammenhang mit der Errichtung dieses Monumentalbauwerkes entstand. Die ambitionierten Planungen wurden nur zum Teil und mit großer zeitlicher Verzögerung ausgeführt. Anstelle der ursprünglich vorgesehenen Treppenanlagen, Brunnen und Pavillons auf der abgesenkten Platzfläche wurde bis Mitte der 1920er Jahre lediglich ein ovales Schmuckbeet angelegt. Dennoch lassen die Geländemodellierung und die ehemals unter Schnitt stehenden Lindenreihen als Raumkante noch immer den hohen gestalterischen Anspruch erkennen, den Strobel und die Städtische Gartendirektion an den Platz anlegten. Mit der hochgradig formalen Auffassung der Grüngestaltung wurden zeitgenössische Leitbilder eines architektonisch bestimmten Stadtgrüns aufgegriffen – nicht zuletzt, um das Vorfeld des Völkerschlachtdenkmals angemessen zu gestalten. Aus diesen Gründen besitzt die Anlage des Deutschen Platzes eine hohe städtebauliche, stadtgrüngestalterische und historische Bedeutung. LfD/2013 | 09295639 |
| Weitere Bilder                          | Deutsche Bücherei; Bibliotheksgebäude mit Treppenanlage, Einfriedung und Vorgarten | Deutscher Platz 1 (Karte)                                                                                      | 1914-1916 (Bibliothek) | langgestreckter konkav geschwungener Bibliotheksbau mit breiter Portalzone, zwei halbrund vortretenden Fassadentürmen, Treppenanlage zum Deutschen Platz, Durchfahrten und rückwärtig drei Zwischentrakten sowie Lesesaalbau um zwei Innenhöfe, reiche Ausstattung, Putzfassade, Architekt: Oskar Pusch, Dresden, baugeschichtlich, nationalhistorisch und künstlerisch von Bedeutung | 09295624 |
| Direkt Bild zu diesem Denkmal hochladen | Verwaltungsgebäude einer Bahnanlage und Ring-Lokschuppen mit Drehscheibe | Dösner Weg (Karte)                                                                                             | 1875 (Lokomotivrotunde) | ehemals auch Wasserturm, zur Gesamtanlage des Bayrischen Bahnhofs gehörend, verkehrsgeschichtlich von Bedeutung | 09296714 |
|                                         | Gerichtsstein | Dresdner Straße (Karte)                                                                                        | 19. Jh. (Gedenkstein) | zur Erinnerung an die Hinrichtungsstätte des Leipziger Rates am ehemaligen Grimmaischen Steinweg (seit etwa 1985 von kleinem Rondell umgeben), geschichtlich von Bedeutung | 09299311 |
|                                         | Mietshaus in geschlossener Bebauung | Dresdner Straße 6 (Karte)                                                                                      | 1890er Jahre (Mietshaus) | Klinkerfassade, baugeschichtlich von Bedeutung | 09290068 |
| Direkt Bild zu diesem Denkmal hochladen | Handschwengelpumpe mit Brunnenschacht und Abdeckplatte sowie Wartungsschacht | Friedrichstraße (Karte)                                                                                        | vor 1891 (Handschwengelpumpe) | gegenüber ehemals Nummer 34, ortsgeschichtlich von Bedeutung | 09299210 |
|                                         | Erweiterungsbau der Buchhändlerbörse | Gerichtsweg 26 (Karte)                                                                                         | 1912-1913 (Geschäftshaus) | Klinkerfassade, das Hauptgebäude an der Prager Straße (ehemals Hospitalstraße) 1943 während des Zweiten Weltkrieges vollständig zerstört, baugeschichtlich und stadtgeschichtlich von Bedeutung | 09290134 |
| Direkt Bild zu diesem Denkmal hochladen | Handschwengelpumpe mit Brunnenschacht und Abdeckplatte | Glockenstraße (Karte)                                                                                          | 1891 (Handschwengelpumpe) | gegenüber Hauseingang Nürnberger Straße 45, ortsgeschichtlich von Bedeutung | 09263548 |
|                                         | Schule | Glockenstraße 6 (Karte)                                                                                        | 1861 (Schule) | Lage: auch an der Nürnberger Straße und Bauhofstraße, dreiflügelige Anlage, Putzfassade mit Sandsteingliederung, erbaut als Armenschule, ortsgeschichtlich von Bedeutung | 09290822 |
| Direkt Bild zu diesem Denkmal hochladen | Handschwengelpumpe mit Brunnenschacht und Abdeckplatte | Goldschmidtstraße (Karte)                                                                                      | vor 1889 (Handschwengelpumpe) | in Ecklage Talstraße, vor Nummer 29, Typ Großer Löwe, ortsgeschichtlich von Bedeutung | 09290158 |
| Direkt Bild zu diesem Denkmal hochladen | Handschwengelpumpe mit Brunnenschacht und Abdeckplatte | Goldschmidtstraße (Karte)                                                                                      | vor 1889 (Handschwengelpumpe) | ortsgeschichtlich von Bedeutung | 09262082 |
|                                         | Mietshaus in halboffener Bebauung, mit Gedenktafel für Felix Mendelssohn Bartholdy, Hofgebäude und Hofpflasterung | Goldschmidtstraße 12 (Karte)                                                                                   | 1844-1845 (Mietshaus) | spätklassizistisches Mietshaus, Putzfassade mit Sandsteingliederung, ehemaliger Laden Anfang 20. Jahrhundert eingebaut, Gebäude baukünstlerisch und baugeschichtlich von Interesse, Seltenheitswert, letztes Wohnhaus und Sterbeort des Komponisten Felix Mendelssohn Bartholdy (1809- 1847), Bedeutung für die Volksbildung, als Komponistenwohnhaus von nationalem Interesse | 09290143 |
| Direkt Bild zu diesem Denkmal hochladen | Mietshaus in ehemals geschlossener Bebauung | Goldschmidtstraße 13 (Karte)                                                                                   | 1845 (Mietshaus) | mit Tordurchfahrt, spätklassizistische Putzfassade mit Sandsteingliederung, baugeschichtlich von Bedeutung | 09290144 |
|                                         | Doppelmietshaus (mit Nürnberger Straße 20) in Ecklage und in geschlossener Bebauung | Goldschmidtstraße 14 (Karte)                                                                                   | 1845 (Mietshaus) | spätklassizistische Putzfassade mit alter Putzgliederung, unverzichtbarer städtebaulicher und architekturhistorischer Eckbau in unmittelbarer Nähe zum Stadtzentrum, im Ensemble mit dem benachbarten Mendelssohnhaus von hohem Wissenschafts- und Zeugniswert Denkmaltext Eines der letzten erhaltenen klassizistischen Mietshäuser der Leipziger Stadterweiterungsgebiete im Osten wurde als Doppelhaus in exponierter Ecklage 1845 für Dr. Ferdinand Drechsel errichtet. Maurermeister Johann Heinrich Walther und Zimmermeister Gustav Schwabe sind archivalisch für die Ausführung namhaft und dürften auch die Entwürfe geliefert haben. Ladeneinbau 1891-1892 im Auftrag des Besitzers Carl von der Krone, Einrichtung einer Kaffeerösterei im Parterre 1925 und 1933 Neuaufteilung der Etagengrundrisse. 1995-1997 Umbau und Sanierung für die 1. Beteiligungsgesellschaft mbH HLI aus Hamburg nach Plan von Architekt Torsten Markurt aus Lützschena. Die denkmalpflegerische Zielstellung erarbeitete das Büro Dr. Hocquél-Schneider und Küster in Leipzig. Das unmittelbar an das Mendelssohnhaus Goldschmidtstraße 12 anschließende Gebäude mit ebensolcher feingliedriger Putzfassade und zartem Stuckdekor insbesondere über den Fenstern (Akroterien), Eckbetonung im Stil eines Turmes mit Zinnenkranz. Behutsame Sanierung mit Erhaltung zahlreicher historischer Details auch im Inneren, wo insbesondere ein Treppenhaus mit quadratischem Auge sowie die Wohnungseingangstüren mit ihren Oberlichtgittern Aufmerksamkeit verdienen. Städtebaulich unverzichtbarer Eckbau mit bauhistorischer und stadterweiterungsgeschichtlicher Bedeutung, Seltenheitswert. LfD/2012 | 09290145 |
|                                         | Mietshaus in geschlossener Bebauung und Hofgebäude | Goldschmidtstraße 16 (Karte)                                                                                   | 1886 (Mietshaus) | Vorderhaus mit Tordurchfahrt und mit Läden, Klinkerfassade, geätzte Treppenhausfenster, baugeschichtlich von Bedeutung; Hieronymus-Lotter-Preis (1999) | 09290146 |
|                                         | Berufsschule (mit zwei Hausnummern) in halboffener Bebauung, mit seitlicher Pforte mit älterer Tür | Goldschmidtstraße 18; 20 (Karte)                                                                               | 1911 (Schule), 1843 (Tür), 1924-1925 (Wand- und Deckenbild) | erbaut als Hochschule für Frauen, mit originaler Innenarchitektur, zugleich Gründungsort der ersten Bibliothekarschule in Deutschland, Putz-Kunststein-Fassade, Reformstil-Architektur, älteres Türblatt von 1843 in der seitlichen Pforte, baugeschichtlich und ortsgeschichtlich von Bedeutung | 09290156 |
|                                         | Straßenseitige Fassade eines Mietshauses (Nr. 21) in halboffener Bebauung und Umfassungsmauern des Hinterhauses (Nr. 21a) sowie Hofpflasterung | Goldschmidtstraße 21; 21a (Karte)                                                                              | 1845 (Nummer 21), 1845 (Nummer 21a, Umfassungsmauern) | Putzfassade eines spätklassizistischen Mietshauses, ortsentwicklungsgeschichtlich von Bedeutung | 09290148 |
|                                         | Mietshaus in ursprünglich offener Bebauung, mit Garten und rückwärtiger Toreinfahrt | Goldschmidtstraße 22 (Karte)                                                                                   | Mitte 19. Jh. (Mietshaus) | klassizistisch wirkende Putzfassade, Stuck in den Wohnungen, Freitreppe zum rückwärtigen Garten, Toreinfahrt mit Anschrift: An der Verfassungslinde, baugeschichtlich und ortsentwicklungsgeschichtlich von Bedeutung | 09290149 |
|                                         | Straßenseitige Fassade eines Mietshauses in geschlossener Bebauung | Goldschmidtstraße 23 (Karte)                                                                                   | 1845, straßenseitige Fassade (Fassade) | straßenseitige Putzfassade eines spätklassizistischen Mietshauses, ortsentwicklungsgeschichtlich von Bedeutung | 09290150 |
|                                         | Mietvilla und Kraftwagenschuppen | Goldschmidtstraße 24 (Karte)                                                                                   | Mitte 19. Jh. (Mietvilla) | repräsentative Putzfassade, Stuck im Eingangsbereich, im Stil des Historismus, baugeschichtlich und ortsgeschichtlich von Bedeutung | 09290151 |
|                                         | Mietshaus in geschlossener Bebauung | Goldschmidtstraße 25 (Karte)                                                                                   | 1857 (Mietshaus) | mit Tordurchfahrt, zeittypische Putzfassade, ortsentwicklungsgeschichtlich von Bedeutung | 09299615 |
|                                         | Mietshaus in offener Bebauung in Ecklage (später Schule), sowie Garten mit Pavillon | Goldschmidtstraße 26 (Karte)                                                                                   | 1856 (Mietshaus) | spätklassizistische Putzfassade, baugeschichtlich und ortsgeschichtlich von Bedeutung | 09290152 |
| Direkt Bild zu diesem Denkmal hochladen | Mietshaus in geschlossener Bebauung | Goldschmidtstraße 27 (Karte)                                                                                   | um 1865 (Mietshaus) | mit Tordurchfahrt, zeittypische Putzfassade, ortsentwicklungsgeschichtlich von Bedeutung | 09262868 |
|                                         | Wohn- und Geschäftshaus (Anschrift: Goldschmidtstraße 28 und Talstraße 9) in halboffener Bebauung und in Ecklage, mit rückwärtigem Werkstatttrakt | Goldschmidtstraße 28 (Karte)                                                                                   | 1862 (Wohn- und Geschäftshaus) | gut gegliederte Putzfassade, stilistisch zwischen Klassizismus und Historismus, als Wohn- und Druckereigebäude erbaut, baugeschichtlich und ortsgeschichtlich von Bedeutung | 09290157 |
| Weitere Bilder                          | Geschäftshaus (Nr. 29) in halboffener Bebauung und Fabrikgebäude (Nr. 29a) im Hof | Goldschmidtstraße 29; 29a (Karte)                                                                              | 1899-1900 (Geschäftshaus) | Geschäftshaus mit Kunststeinfassade, stilistisch zwischen Historismus und Reformstil, Fabrikgebäude mit Klinkerfassade, ortsgeschichtlich und baugeschichtlich von Bedeutung; Verlagsgebäude von Karl Wilhelm Hiersemann | 09290153 |
| Weitere Bilder                          | Villa Schröder; Villa (Goldschmidtstraße 31 und Talstraße 8), mit Einfriedung und Toreinfahrt an der Talstraße, Garten, Remisengebäude und Büste von Max Schroeder | Goldschmidtstraße 31 (Karte)                                                                                   | 1881-1883 (Fabrikantenvilla), 1912, Büste (Denkmal) | reiche historistische Sandsteinfassade im Stil des französischen Manierismus, Erker und Vorlagen, zum Garten Veranda und Eckturm, erbaut für die Papierfabrikantenfamilie Schröder, baugeschichtlich, ortsentwicklungsgeschichtlich und baukünstlerisch von Bedeutung | 09290159 |
|                                         | Mietshaus in offener Bebauung, später Schule, mit Einfriedung und Garten | Goldschmidtstraße 33 (Karte)                                                                                   | 1853 (Mietshaus) | zeittypische Putzfassade, Saal im Erdgeschoss als Turnhalle umgenutzt, baugeschichtlich und ortsgeschichtlich von Bedeutung | 09290155 |
| Weitere Bilder                          | Ehemaliges Verlagsgebäude (unter vier Hausnummern) | Goldschmidtstraße 41; 43; 45; 47 (Karte)                                                                       | um 1895 (Verlagshaus) | Gebäude des 19. Jahrhunderts mit Umbau 1936- 1937 in Zusammenhang mit dem Neubau Prager Straße 16/18 (siehe dort), Gebäudekomplex der Buchindustrie, später LKG, industriegeschichtlich und ortsgeschichtlich von Bedeutung | 09299616 |
| Weitere Bilder                          | Ehemaliges Verlagsgebäude (Anschrift: Prager Straße 16, 18 und Goldschmidtstraße 49, 51) sowie Leuchtreklame | Goldschmidtstraße 49; 51 (Karte)                                                                               | 1936-1937 (Verlagshaus) | Gebäudekomplex der Buchindustrie, zuletzt Leipziger Kommissions- und Großbuchhandel, markante Leuchtwerbung (Mann mit Buch), industriegeschichtlich und ortsgeschichtlich von Bedeutung | 09260911 |
|                                         | Mietshaus in geschlossener Bebauung | Grünewaldstraße 1 (Karte)                                                                                      | um 1955 (Mietshaus) | im Anschluss an Roßplatz 1-13 entstanden, Putzfassade mit Kalksteingliederung, im Stil der nationalen Bautradition der 1950er Jahre, baugeschichtlich und städtebaulich von Bedeutung | 09293940 |
|                                         | Mietshaus in geschlossener Bebauung | Grünewaldstraße 3 (Karte)                                                                                      | 1880er Jahre (Mietshaus) | mit Tordurchfahrt, mit Läden, repräsentative Sandsteinfassade, im Stil des Historismus, baugeschichtlich von Bedeutung | 09293941 |
|                                         | Wohn- und Geschäftshaus in geschlossener Bebauung | Grünewaldstraße 5 (Karte)                                                                                      | um 1885 (Wohn- und Geschäftshaus) | mit Tordurchfahrt, mit Läden, Putzfassade mit gründerzeitlichem Dekor, baugeschichtlich von Bedeutung | 09299255 |
| Weitere Bilder                          | Doppelmietshaus (Grünewaldstraße 7 und Leplaystraße 1) einer Wohnanlage, mit Leuchtreklame | Grünewaldstraße 7 (Karte)                                                                                      | 1954, Doppelmietshaus (Mehrfamilienwohnhaus) | mit Läden, Putzfassade, Windfangtür, Teil der Wohnanlage Grünewaldstraße, im reduzierten Stil der Nationalen Bautradition der 1950er Jahre, städtebaulich und baugeschichtlich von Bedeutung | 09293943 |
| Weitere Bilder                          | Mehrfamilienhäuser einer Wohnanlage, mit hofseitigen Funktionsanbauten und Leuchtreklame, mit Grünfläche und Wäschetrockenplatz im Hof | Grünewaldstraße 13; 15; 17; 19 (Karte)                                                                         | 1955-1956 (Mehrfamilienwohnhaus) | Putzfassaden mit Erkern, mit Läden, Leuchtwerbung »Jenaer Glas in aller Welt«, siehe auch Brüderstraße 2/4 und Windmühlenstraße 23-31, im reduzierten Stil der Nationalen Bautradition der 1950er Jahre, städtebaulich und baugeschichtlich von Bedeutung | 09293944 |
|                                         | Messehaus | Gutenbergplatz 3 (Karte)                                                                                       | 1936-1938 (Messehaus) | Erweiterungsbau des Buchgewerbehauses, Klinkerfassade, im Stil der 1930er Jahre, baugeschichtlich und ortsgeschichtlich von Bedeutung | 09290172 |
|                                         | Ehemaliges Buchgewerbehaus, heute Wohnhaus | Gutenbergplatz 5 (Karte)                                                                                       | 1895-1900 (Messehaus) | altes Messehaus, Klinkerfassade mit Stuck- und Sandsteingliederung, im Stil der Neorenaissance, baugeschichtlich und ortsgeschichtlich von Bedeutung | 09290173 |
|                                         | Berufsschule (mit drei Hausnummern), mit Einfriedung | Gutenbergplatz 6; 8; 8a (Karte)                                                                                | 1929 (Schule) | Putzfassade, stilistisch zwischen Traditionalismus und Moderne, Architekt: Otto Droge, baugeschichtlich und ortsgeschichtlich von Bedeutung | 09290500 |
|                                         | Zwei Institutsgebäude einer Universität, mit Vorgarten und Einfriedung | Johannisallee 19; 21; 23 (Karte)                                                                               | um 1910 (Hochschule) | Gebäude Nummer 21/23 über L-förmigem Grundriss unter Einbeziehung älterer Bausubstanz, mit Hörsaal-Anbau, Putzfassade, vorgelagerte Rasenfläche mit Einfriedung, weiteres Institutsgebäude Nummer 19 am Ostplatz, baugeschichtlich und ortsgeschichtlich von Bedeutung | 09292948 |
|                                         | Einzeldenkmal o. g. Sachgesamtheit: Botanischer Garten, Gewächshausanlage (Anschrift: Linnéstraße 1 und Johannisallee 25), Inspektorenhaus (Johannisallee 25a), umgebende Einfriedungsmauer und Grabstein für Frau C.F. Trier (siehe auch Sachgesamtheitsdokument - Obj. 09295490, gleiche Anschrift) | Johannisallee 25; 25a (Karte)                                                                                  | 1875-1878 (Botanischer Garten), 1877, Viktoriahaus (Botanischer Garten) | Gewächshausanlage als langgestreckter Baukörper mit Mittelbau, zwei Türmen mit Dreiecksgiebeln und rückwärtigen Gewächshäusern in Eisenkonstruktion, Inspektorenhaus in Form einer spätklassizistischen Villa, als wissenschaftliche Einrichtung von besonderer gartengeschichtlicher Bedeutung (neben ortshistorischen und bildungsgeschichtlichen Aspekten) | 09295634 |
| Weitere Bilder                          | Institutsgebäude (Johannisallee 26/28 mit Liebigstraße 26/26a) der Universitätsklinik, sowie Vorgarten, Proträtbüste im Treppenhaus | Johannisallee 26; 28 (Karte)                                                                                   | 1906 (Hochschule) | Dreiflügelanlage mit halbrundem Hörsaalgebäude im Hof, Klinkerbau mit Sandsteinportal, siehe auch Liebigstraße 26/26a, Porträtbüste Professor Marcha im Treppenhaus, baugeschichtlich und ortsgeschichtlich von Bedeutung | 09295758 |
|                                         | Klinikgebäude, mit Vorgarten | Johannisallee 32 (Karte)                                                                                       | 1926-1928 (Krankenhaus) | langgestreckter Ziegelbau mit erhöhtem seitlichem Kopfbau, angrenzendem Hörsaalgebäude und flachem Schwesternwohntrakt, Klinkerfassade, im Stil der Moderne, mit ziegeleingefaßtem Vorgarten, baugeschichtlich und ortsgeschichtlich von Bedeutung | 09295791 |
|                                         | Klinikgebäude mit Einfriedung | Johannisallee 34 (Karte)                                                                                       | 1887-1889 (Krankenhaus) | zweiflügeliger, roter Ziegelbau mit Bruchsteinsockel und Gliederungselementen aus Sandstein, im Stil des Historismus, baugeschichtlich und ortsgeschichtlich von Bedeutung | 09295626 |
| Direkt Bild zu diesem Denkmal hochladen | Mietshaus in geschlossener Bebauung, mit Vorgarten | Johannisallee 36 (Karte)                                                                                       | 1913-1916 (Mietshaus) | Putzfassade, Mittelrisalit mit Dreiecksgiebel, prachtvolles Reformstilgebäude, mit baugeschichtlichem Wert | 09295544 |
|                                         | Doppelmietshaus in halboffener Bebauung | Johannisgasse 25; 27 (Karte)                                                                                   | 1935-1936 (Doppelmietshaus) | Putzfassade, zusammen mit Johannisplatz 17/18 erbaut, im traditionalistischen Stil der 1930er Jahre, baugeschichtlich von Bedeutung | 09290266 |
| Weitere Bilder                          | Grassimuseum; Museum mit älterem Portal, mit straßenseitigen Freiflächen und begrünten Innenhöfen mit Wegepflasterung, Plastiken und Denkmälern | Johannisplatz 5; 7; 9; 11 (Karte)                                                                              | 1925-1927 (Museum) | einzigartiger, mehrflügeliger Gebäudekomplex mit Museum für Kunsthandwerk, Museum für Völkerkunde und Musikinstrumentenmuseum, errichtet auf einer Teilfläche des ehemaligen Alten Johannisfriedhofs, Putzfassade mit Porphyrtuffgliederung, Architekten: Zweck & Voigt, internationale Bedeutung für die Architektur- und Museumsgeschichte, künstlerische und baugeschichtliche Bedeutung, Seltenheits- und Volksbildungswert | 09290269 |
| Direkt Bild zu diesem Denkmal hochladen | Beninsammlung im Völkerkundemuseum Leipzig | Johannisplatz 5; 7; 9; 11 (Karte)                                                                              | 9.-11. Jh. (Sammlung) | aus dem Nachlass Hans Meyer (53 Teile aus Benin), Sammlung von nationaler Bedeutung, künstlerischer Wert | 08967431 |
| Direkt Bild zu diesem Denkmal hochladen | Mobiliar des Direktorenzimmers des Völkerkundemuseums, bestehend aus eckigem Besprechungstisch, rundem Tisch, Beistellregal, Schreibtisch, Bücherschrank, Sofa, zwei Sesseln, Beistellschrank und 12 Stühlen | Johannisplatz 5; 7; 9; 11 (Karte)                                                                              | 1925-1927 (Museum) | künstlerische Bedeutung | 09292243 |
|                                         | Mietshaus (mit zwei Hausnummern) in ehemals geschlossener Bebauung und Autowerkstatt mit Garagengebäude im Hof | Johannisplatz 13; 14 (Karte)                                                                                   | 1926, Kern älter (Mietshaus) | Gebäudekomplex mit Putzfassaden, technikhistorisch, baugeschichtlich und städtebaulich von Bedeutung | 09290267 |
|                                         | Doppelmietshaus in geschlossener Bebauung in Ecklage | Johannisplatz 17; 18 (Karte)                                                                                   | 1935-1936 (Doppelmietshaus) | mit Läden, Putzfassade mit zwei Erkern und Bauplastik (Figur einer Korbträgerin), im traditionalistischen Stil der 1930er Jahre, städtebaulich und baugeschichtlich von Bedeutung | 09290268 |
| Direkt Bild zu diesem Denkmal hochladen | Mietshaus in geschlossener Bebauung | Johannisplatz 20 (Karte)                                                                                       | 1879 (Mietshaus) | mit Laden, Putzfassade, prachtvoll dekorierter Gründerzeitbau, mit städtebaulicher, bauhistorischer und wissenschaftlich-dokumentarischer Wertigkeit | 09293959 |
| Direkt Bild zu diesem Denkmal hochladen | Einzeldenkmal o. g. Sachgesamtheit: zwei Wohnhäuser der Universitäts-Frauenklinik, mit Einfriedung und Garten (siehe auch Sachgesamtheitsdokument - Obj. 09306419, Karl-Siegismund-Straße 12-20) | Karl-Siegismund-Straße 12; 14 (Karte)                                                                          | 1922-1928 (Wohnhaus) | Putzfassade, im traditionalistischen Stil, baugeschichtlich und ortsgeschichtlich von Bedeutung; ehemals Triersches Institut | 09301841 |
| Direkt Bild zu diesem Denkmal hochladen | Sachgesamtheit Universität Leipzig, Frauenklinik, mit folgenden Einzeldenkmalen: zwei Wohnhäuser der Universitäts-Frauenklinik, mit Einfriedung und Garten (siehe Einzeldenkmalliste - Obj. 09301841, Karl-Siegismund-Straße 12, 14), Doppelmietshaus, ehemals Angestellten- und Schwesternhaus der Universitäts-Frauenklinik, mit Einfriedung (siehe Einzeldenkmalliste - Obj. 09300240, Karl-Siegismund-Straße 18, 20), Klinikgebäude (Anschrift: Karl-Siegismund-Straße 16, Philipp-Rosenthal-Straße 55, 55a, 57 und Semmelweisstraße 14), rückseitig von den Seitenflügeln umgrenzter Hof mit gestalteter Grünanlage und Pergolen (siehe Einzeldenkmalliste - Obj. 09295753, Philipp-Rosenthal-Straße 55, 55a, 57)                                                                         | Karl-Siegismund-Straße 12; 14; 16; 18; 20 (Karte)                                                              | 1922-1928 (Krankenhausanlage) | Putzbauten im traditionalistischen Stil, baugeschichtlich und ortsgeschichtlich von Bedeutung | 09306419 |
| Direkt Bild zu diesem Denkmal hochladen | Einzeldenkmal o. g. Sachgesamtheit: Klinikgebäude (Anschrift: Karl-Siegismund-Straße 16, Philipp-Rosenthal-Straße 55, 55a, 57 und Semmelweisstraße 14), rückseitig von den Seitenflügeln umgrenzter Hof mit gestalteter Grünanlage und Pergolen (siehe auch Sachgesamtheitsdokument - Obj. 09306419, Karl-Siegismund-Straße 12-20) | Karl-Siegismund-Straße 16 (Karte)                                                                              | 1922-1928 (Krankenhaus) | mit zentraler Tordurchfahrt, Putzfassade, Fassade mit Bauskulptur, vier Sandsteinfiguren und Supraportenrelief, im traditionalistischen Stil, ortshistorisch und baugeschichtlich von Bedeutung | 09295753 |
| Direkt Bild zu diesem Denkmal hochladen | Einzeldenkmal o. g. Sachgesamtheit: Doppelmietshaus, ehemals Angestellten- und Schwesternhaus der Universitäts-Frauenklinik, mit Einfriedung (siehe auch Sachgesamtheitsdokument - Obj. 09306419, Karl-Siegismund-Straße 12-20) | Karl-Siegismund-Straße 18; 20 (Karte)                                                                          | 1928 (Doppelmietshaus) | Putzfassade, Seltenheitswert, baugeschichtlich und ortsgeschichtlich von Bedeutung Denkmaltext Auf Grund fehlenden Wohnraumes im Gebäudekomplex der Universitäts-Frauenklinik wurde ein eigenständiges Gebäude für Ärzte und Schwestern an der heutigen Karl-Siegismund-Straße konzipiert. In der ursprünglichen Planung bildete das breitgelagerte Wohnhaus den östlichen AbschluSS des Krankenhauskomplexes und war von diesem durch einen gestalteten Schwesterngarten getrennt. Bauleiter und wohl auch entwerfender Architekt war Regierungsbaurat Hahnemann. Die schlichte Putzfassade weist die gleichen gestalterischen Merkmale auf wie die gegenüberliegenden Gebäudeflügel der Klinik. Während die eine Gebäudehälfte vorwiegend Ärztewohnungen besaß wurde in Nummer 20 ein Schwesternheim mit kleinen Einzelzimmern, Aufenthaltsräumen, Gemeinschaftsküche und -bad eingerichtet. Hofseitig befanden sich Ärztegärten, Gärten für Kleinwohnungen sowie ein Bleich- und Trockenplatz. Die Baugenehmigung für das schlichte „Angestellten- und Schwesternwohnhaus“ datiert vom 30. März 1928, Bauherr war das Neubauamt Universitäts-Frauenklinik Leipzig. Umfassende Sanierung 2006. Das Objekt ist Bestandteil der Sachgesamtheit Frauenklinik und besitzt Seltenheitswert. LfD/2006 | 09300240 |
| Direkt Bild zu diesem Denkmal hochladen | Handschwengelpumpe mit Brunnenschacht und Abdeckplatte | Leplaystraße (Karte)                                                                                           | 1880 (Handschwengelpumpe) | Ecke Grünewaldstraße, Typ Gotik, ortsgeschichtlich von Bedeutung | 09291505 |
| Weitere Bilder                          | Doppelmietshaus (Grünewaldstraße 7 und Leplaystraße 1) einer Wohnanlage, mit Leuchtreklame | Leplaystraße 1 (Karte)                                                                                         | 1954, Doppelmietshaus (Mehrfamilienwohnhaus) | mit Läden, Putzfassade, Windfangtür, Teil der Wohnanlage Grünewaldstraße, im reduzierten Stil der Nationalen Bautradition der 1950er Jahre, städtebaulich und baugeschichtlich von Bedeutung | 09293943 |
| Weitere Bilder                          | Mietshaus in geschlossener Bebauung und Hinterhaus | Leplaystraße 3 (Karte)                                                                                         | 1881 (Mietshaus) | Vorderhaus mit Tordurchfahrt, historisierende Klinkerfassade, geätzte Treppenhausfenster, baugeschichtlich von Bedeutung | 09290836 |
| Weitere Bilder                          | Mietshaus (mit zwei Hausnummern) in geschlossener Bebauung und Hinterhaus | Leplaystraße 5; 7 (Karte)                                                                                      | 1881 (Doppelmietshaus) | Vorderhaus mit Tordurchfahrt, historisierende Putzfassade, geätzte Treppenhausfenster, baugeschichtlich von Bedeutung | 09290837 |
|                                         | Mietshaus in geschlossener Bebauung, mit Hofflügel | Leplaystraße 9 (Karte)                                                                                         | 1881-1882 (Mietshaus) | mit Tordurchfahrt, ehemals auch Garage im Hof, Klinker-Sandstein-Fassade, eiserne Veranden hofseitig, baugeschichtlich von Bedeutung Denkmaltext Im Juni 1881 wurde die Baugenehmigung ausgereicht für ein Hauptwohngebäude und einen anzubauenden Seitenflügel im Hof. Als Bauherr trat Carl Franz Otto Simon in Erscheinung, der den Maurermeister und Architekten Julius Hoffmann hinsichtlich der zu fertigenden Pläne der baulichen Umsetzung beauftragte. Eine Tektur im Bauverlauf betraf die Einrichtung einer Hausmannswohnung im Dachgeschoss, beinahe auf den Tag genau fand ein Jahr später die Schlussabnahme statt. Die Beteiligten trugen auch für einen Anbau an den Seitenflügel in den Jahren 1889/1890 Verantwortung. Nicht ausgeführt wurden 1906/1907 ein Niederlagsschuppen und ein 1924 beantragter Lagerschuppen. Erst 1926 entstand in der hinteren rechten Grundstücksecke ein Gebäude für zwei Autogaragen (vorgesehen eine Garage für ein Personen-KfZ und eine für einen Lastwagen) sowie angrenzende, teilweise durch Oberlicht beleuchtete Lagerräume. Baumeister und Baugeschäftsinhaber Franz Lindner wurde hierfür durch die Gebrüder Kurt und Fritz Krause hinzugezogen. Im Jahr der baulichen Umsetzung 1927 erfolgte eine Planänderung hin zu nun drei Stellplätzen für Kraftfahrzeuge. Einige Zeit war im Haus die Tanzschule Bodo und Marina Seifert ansässig. Abgeschlossenheiten, Sanierung, Nutzungsänderung des Erdgeschosses von Gewerbe hin zu drei Wohneinheiten, der massive Dachausbau, Einbau eines Aufzuges und die Erstellung eines neuen Treppenhauses im Rückgebäude fallen in den Zeitraum 2001 bis 2003. Links grenzt an das acht Fensterachsen zählende Mietshaus ein Wohnbau, rechterhand die vom Allgemeinen Turnverein Leipzig erbaute Sporthalle Leplaystraße, der Hof wird über eine Durchfahrt erschlossen. Dieser Zugang zum Vorderhaus erfolgt in der Tordurchfahrt bzw. über den Hof. Erdgeschoss und die oberste Etage zeigen eine Putzfassade, die beiden mittleren Fensterreihungen sind in eine Rohbaufassade geschnitten und besitzen hochwertige Rahmungen aus Sandstein. Für die Erbauungszeit, eine Hoch-Zeit der vom Historismus geprägten Baukultur, besitzt das 1881/1882 erbaute Haus auffallend wenig Schmuck in Form von Stuckdekoration an der Schaufront. Jedoch, die strenge Gliederung und klare Struktur im Fassadenaufbau überzeugen. Rückfront und Seitenflügel zeigen sich lieblos saniert, der für PKW-Stellplätze hergerichtete Hof trostlos, erhalten sind Details der qualitätsvollen historischen Ausstattung. Das Gebäude besitzt einen baugeschichtlichen Wert und eine straßen- bzw. platzbildprägende Funktion. Es gehört zu einer kleinen Gruppe von Häusern der Zeit um 1880, die ein gesteigertes bürgerliches Repräsentationsbedürfnis nach der Reichsgründung widerspiegeln. LfD/2019 | 09290838 |
| Weitere Bilder                          | Sportgebäude (mit Sport- und Verwaltungsräumen sowie Turnhallen) | Leplaystraße 11 (Karte)                                                                                        | 1912-1913 (Turnhalle) | Putzfassade, Reformstil-Architektur, 1913 als größter Turnhallenbau Deutschlands bezeichnet, zeitweise Ringerzentrum und Trainingszentrum für Volleyball, baugeschichtlich und ortsgeschichtlich von Bedeutung | 09290840 |
| Weitere Bilder                          | Platzanlage zwischen Liebigstraße und Brüderstraße, östlich mit Einfriedung und Treppenaufgang | Liebigstraße (Karte)                                                                                           | 1870-1971 (Stadtplatz) | zwischen Liebigstraße, Talstraße und Brüderstraße, östlich des Anatomischen Instituts der Universität Leipzig, Grünanlage mit Wegen, Natursteinmauern, Natursteinstufen, altem Baum- und Gehölzbestand, gartenkünstlerisch von Bedeutung Denkmaltext Auf dem Areal der heutigen Kanonenteichanlage in der damaligen Ratskiesgrube des Johannistales wurde am Ende des 18. Jahrhunderts Braunkohle gefördert. Durch zu Tage tretendes Grundwasser bildete sich hier ein Teich, der wohl nach der Schlacht bei Leipzig im Oktober 1814 die Bezeichnung Kanonenteich erhielt, weil hier Waffen versenkt worden seien. 1866 kam es zur Verfüllung des Gewässers und 1870/1871 wurde eine Grünanlage mit ovalem Spielplatz und einer Allee zwischen Brüder- und Waisenhausstraße (heute Liebigstraße) angelegt. Ein Samuel-Heinicke-Denkmal enthüllte man hier im August 1881. Im Zusammenhang mit dem Bau des Anatomischen Instituts 1951-1953 kam es zu einer Neuplanung der bis zur Talstraße vergrößerten Grünanlagen. Ein Entwurf aus dem Jahr 1953 von Gerhard Scholz (Abteilungsleiter des VEB Garten- und Landschaftsgestaltung der Stadt Leipzig) sah an der Seitenfront des Instituts-Kopfbaues eine repräsentative Treppenanlage, an der Talstraße große rechteckige Spielbereiche und einen Erschließungsweg im Randbereich der Anlagen vor. Die Ausführungsplanung von 1956 – ebenfalls vom VEB Garten- und Landschaftsgestaltung projektiert – dominierte dann ein Wegekreuz, in das die Spielzone eingeordnet wurde. Die seitliche Treppenanlage erfuhr eine deutliche Reduzierung und von dem umlaufenden Erschließungsweg blieb der Teil an der Liebigstraße, der eine Begleitung durch Ziersträucher erhielt. 1992 erfolgte eine partielle Umgestaltung (Hinzufügung von Wegen und Sitzplätzen, Staudenpflanzung), die jedoch mit der Verwendung von Zieräpfeln einem wesentlichen gartengestalterischen Motiv der 1950er Jahre weiterhin verpflichtet blieb. Die Anlage ist gartenkünstlerisch und im Zusammenhang mit dem Anatomischen Institut baukünstlerisch von Bedeutung. LfD/2013 | 09304397 |
| Weitere Bilder                          | Institutsgebäude der Universitätsklinik, mit Ausstattung (zwei Wandmalereien und Porträtbüste) | Liebigstraße 13 (Karte)                                                                                        | 1951-1956, bezeichnet 1956 (Institutsgebäude) | Gebäudekomplex mit hohem Kopfbau zur Liebigstraße, hier Haupteingang mit Sandsteinportraitmedaillons, mit niedrigeren Seiten- und Zwischentrakten um zwei Innenhöfe und halbkreisförmigem Hörsaal (Eingang Hörsaal ehemals unter der Anschrift Nürnberger Straße 53), im Innern zwei Wandmalereien »Lehre und Nutzen der Anatomie«, im Foyer Porträtbüste Professor Wilhelm His, Gebäude im Stil der nationalen Bautradition der 1950er Jahre, baugeschichtlich und ortsgeschichtlich von Bedeutung | 09295631 |
|                                         | Klinikgebäude (Liebigstraße 19, 21 und Stephanstraße 11) | Liebigstraße 19; 21 (Karte)                                                                                    | 1889-1891 (Krankenhaus), 1927-1930 (Erweiterungsbau) | Vierflügelbau um geschlossenen Innenhof, bestehend aus einem älteren Gebäudekomplex im Stil des Historismus mit Klinkerfassade (zusätzliche Anschrift Stephanstraße 11, Architekt: Arwed Roßbach) und einem neueren Trakt, Klinkerfassade, der neue Trakt im Stil der Moderne, Architekt: Stadtbaurat Hubert Ritter, baugeschichtlich und ortsgeschichtlich von Bedeutung | 09295755 |
| Weitere Bilder                          | Mehrere Klinikgebäude (Anschrift: Liebigstraße 20a, Philipp-Rosenthal-Straße 27b, 27c), Gartenanlage mit vier Denkmalen für Carl Thiersch, Carl Reinhold August Wunderlich, Ernst Leberecht Wagner und Heinrich Curschmann sowie Fontänenbecken und Alleen | Liebigstraße 20a (Karte)                                                                                       | 1868-1871 (Krankenhaus), 1900, Denkmal Thiersch (Gartenskulptur) | mehrfach umgebaute Krankenhausanlage, zeittypischer Putzbau an der Liebigstraße, erhalten blieben weiterhin zwei durch einen Korridor verbundene hölzerne Krankenpavillons sowie drei Krankenpavillons als Ziegelbauten, Diphteriehaus, Erweiterungsbau mit Eiskeller, Muschelkalkstelen für Carl Thiersch, Carl Reinhold August Wunderlich, Ernst Leberecht Wagner und Heinrich Curschmann, baugeschichtlich, gartenkünstlerisch und ortsgeschichtlich von Bedeutung | 09295760 |
| Direkt Bild zu diesem Denkmal hochladen | Institutsgebäude (Johannisallee 26/28 mit Liebigstraße 26/26a) der Universitätsklinik, sowie Vorgarten, Proträtbüste im Treppenhaus | Liebigstraße 26; 26a (Karte)                                                                                   | 1906 (Hochschule) | Dreiflügelanlage mit halbrundem Hörsaalgebäude im Hof, Klinkerbau mit Sandsteinportal, siehe auch Liebigstraße 26/26a, Porträtbüste Professor Marcha im Treppenhaus, baugeschichtlich und ortsgeschichtlich von Bedeutung | 09295758 |
|                                         | Institutsgebäude (mehrflügelige Anlage) der Universitätsklinik, mit Ausstattung | Liebigstraße 27; 27a; 27b; 27c (Karte)                                                                         | 1955-1960 (Hochschule) | Hauptgebäude um rechteckigen Innenhof, Nordflügel mit zentraler freitragender Treppenanlage und anstoßendem Hörsaalgebäude, Südflügel mit Eingangsbereich und zwei freitragenden Treppenanlagen auf rechteckigem Grundriss, westlicher Forschungs- und Labortrakt durch Verbindungsbau an die Hauptgebäude angeschlossen, mit originaler Ausstattung (Leuchtkörper, Treppengeländer), im Stil der Nachkriegsmoderne der 1950er Jahre, baugeschichtlich und ortsgeschichtlich von Bedeutung | 09296678 |
| Weitere Bilder                          | Sachgesamtheit Neuer Johannisfriedhof, mit folgenden Einzeldenkmalen: Haupttor und Verwaltungsgebäude eines ehemaligen Friedhofs, Einfriedungsmauer westlich der Karl-Siegismund-Straße, außerdem Bronzeplastiken und Steinskulpturen aus jüngerer Zeit sowie Parkanlage (siehe auch Einzeldenkmalliste - Obj. 09295762, gleiche Anschrift) | Liebigstraße 28 (Karte)                                                                                        | 1846 (Friedhof) | ehemals Neuer Johannisfriedhof, Friedenspark, begrenzt von Liebigstraße, Linnéstraße, Philipp-Rosenthal-Straße und Vor dem Hospitaltore an der Zugangsallee mit Vorplatz, alter Baumbestand, gartenkünstlerisch und ortshistorisch von Bedeutung; | 09295761 |
| Weitere Bilder                          | Einzeldenkmal o. g. Sachgesamtheit: Haupttor und Verwaltungsgebäude eines ehemaligen Friedhofs, Einfriedungsmauer westlich der Karl-Siegismund-Straße, außerdem Bronzeplastiken und Steinskulpturen aus jüngerer Zeit sowie Parkanlage (siehe auch Sachgesamtheitsdokument - Obj. 09295761, gleiche Anschrift) | Liebigstraße 28 (Karte)                                                                                        | um 1875 (Friedhofsbestandteil), 1846 (Friedhofsgestaltung), nach 1973 (»Lesende«), nach 1973 (»Drei Studentinnen«), nach 1973 (»Drei Grazien«)                                  | gartenkünstlerisch und ortshistorisch von Bedeutung | 09295762 |
|                                         | Einzeldenkmal o. g. Sachgesamtheit: Botanischer Garten, Gewächshausanlage (Anschrift: Linnéstraße 1 und Johannisallee 25), Inspektorenhaus (Johannisallee 25a), umgebende Einfriedungsmauer und Grabstein für Frau C.F. Trier (siehe auch Sachgesamtheitsdokument - Obj. 09295490, gleiche Anschrift) | Linnéstraße 1 (Karte)                                                                                          | 1875-1878 (Botanischer Garten), 1877, Viktoriahaus (Botanischer Garten) | Gewächshausanlage als langgestreckter Baukörper mit Mittelbau, zwei Türmen mit Dreiecksgiebeln und rückwärtigen Gewächshäusern in Eisenkonstruktion, Inspektorenhaus in Form einer spätklassizistischen Villa, als wissenschaftliche Einrichtung von besonderer gartengeschichtlicher Bedeutung (neben ortshistorischen und bildungsgeschichtlichen Aspekten) | 09295634 |
| Direkt Bild zu diesem Denkmal hochladen | Sachgesamtheit Botanischer Garten, mit folgenden Einzeldenkmalen: Botanischer Garten, Gewächshausanlage (Anschrift: Linnéstraße 1 und Johannisallee 25), Inspektorenhaus (Johannisallee 25a), umgebende Einfriedungsmauer und Grabstein für Frau C. F. Trier (siehe auch Einzeldenkmaldokument - Obj. 09295634) | Linnéstraße 1 (Karte)                                                                                          | 1875-1878 (Botanischer Garten) | als wissenschaftliche Einrichtung von besonderer gartengeschichtlicher Bedeutung (neben ortshistorischen und bildungsgeschichtlichen Aspekten) | 09295490 |
|                                         | Institutsgebäude | Linnéstraße 2 (Karte)                                                                                          | 1896-1897 (Institut) | gründerzeitlicher Baukörper, später überformt, gusseiserne Treppe im Innern, baugeschichtlich und ortsgeschichtlich von Bedeutung | 09295635 |
|                                         | Institutsbau, mit rückwärtigem Werkstatttrakt, drei Hörsälen, Vestibülausstattung mit Bronzebüsten und -reliefs | Linnéstraße 5 (Karte)                                                                                          | 1951-1957 (Hochschule), um 1955 (Bronzerelief Otto Wiemer), um 1955 (Bronzerelief Werner Heisenberg), um 1955 (Portraitbüste Gustav Hertz), um 1955 (Portraitbüste Peter Debye) | langgestreckter Institutsbau in Stahlbetonskelettbauweise mit Rasterfassade und hohem Eingangsvorbau, Werkstatttrakt mit Schalendachkonstruktion, Bronzerelief mit Darstellung von Otto Wiemer (Physiker) im Vestibül, Bronzerelief mit Darstellung von Werner Heisenberg (Physiker) im Vestibül, Bronzebüste mit Darstellung von Gustav Hertz (Physiker) im Vestibül, Bronzebüste mit Darstellung von Peter Debye (Physiker) im Vestibül, Gebäude im Stil der Nachkriegsmoderne, baugeschichtlich und ortsgeschichtlich von Bedeutung | 09296687 |
|                                         | Mietshaus in offener Bebauung und Gehwegpflaster mit Baumscheiben | Linnéstraße 7 (Karte)                                                                                          | 1892-1893 (Mietshaus) | Klinkerbau mit Bruchsteinsockel, Teil einer Wohnstiftung mit Linnéstraße 8 und 9, baugeschichtlich und sozialgeschichtlich von Bedeutung | 09295636 |
|                                         | Mietshaus in offener Bebauung und Gehwegpflaster | Linnéstraße 8 (Karte)                                                                                          | 1892-1893 (Mietshaus) | Klinkerbau mit Bruchsteinsockel, Teil einer Wohnstiftung mit Linnéstraße 7 und 9, baugeschichtlich und sozialgeschichtlich von Bedeutung | 09295637 |
|                                         | Mietshaus in offener Bebauung, Pfeiler der Toreinfahrt, Gehwegpflaster, Vorgarten und Einfriedung | Linnéstraße 9 (ehemals) (Karte)                                                                                | 1892-1893 (Mietshaus) | Klinkerbau mit Bruchsteinsockel, Teil einer Wohnstiftung mit Linnéstraße 7 und 8, baugeschichtlich und sozialgeschichtlich von Bedeutung | 09295638 |
|                                         | Kindergarten in offener Bebauung | Linnéstraße 12 (Karte)                                                                                         | 1971-1972 (Kindergarten) | Rundbau mit Wellendach in HP-Schalen, auch Delta-kindergarten genannt, (Fertigteilbau), bauhistorisch und sozialgeschichtlich bedeutend, Zeugnis der DDR-Architekturgeschichte | 09299990 |
| Direkt Bild zu diesem Denkmal hochladen | Verwaltungsgebäude einer Druckerei | Nürnberger Straße (Karte)                                                                                      | um 1880 (Verwaltung) | mit Rücksprung, historisierende Putzfassade, überregional bedeutsames Zeugnis einer Wertpapierdruckerei (1852 gegründet), Geschichts- und Zeugniswert, Bedeutung für die Volksbildung, Seltenheitswert, bauhistorische Bedeutung | 09296857 |
| Weitere Bilder                          | Mietshaus in geschlossener Bebauung in Ecklage, mit Gaststätte | Nürnberger Straße 1 (Karte)                                                                                    | 1858 (Mietshaus) | im Innern mit rundem Treppenauge, Putzfassade, stadtraumprägendes Eckgebäude, mit baugeschichtlichem Wert Denkmaltext In städtebaulich exponierter Lage befindet sich das zuletzt 2008 durch die ASE Bauträger AG aus Wiesbaden sanierte und somit vor dem durch die LWB beabsichtigten Abbruch gerettete Eckgebäude, das zu den wenigen noch erhaltenen klassizistischen Wohngebäuden im Seeburgviertel gehört. Bauantrag für ein Wohn- und Geschäftshaus mit gotisierender Fassade erging 1857, geänderte Pläne vom Januar 1858 tragen die Unterschrift von Baurat E. Zocher. Ausführlich werden in der 1802 ergangenen Bauakte die auf dem Grundstück für den Neubau abzutragenden Gebäude beschrieben und neben einem Zimmermeister ..erlitz der Maurermeister Leibelt erwähnt. 1873 wird im Zusammenhang mit einem Ladeneinbau der Restaurateur C. F. A. Prager als Grundstücksbesitzer genannt. Im Jahr 1887 liegt die “Restauration Pragers Biertunnel” in Händen von Herrn F. Oberländer in Crostitz und 1896 vertritt Bierverleger August Wiegand die Crostitzer Brauerei bzw. Handelsgesellschaft Bierbrauerei Kleincrostitz Rittergutsbesitzer F. Oberländer zu Kleincrostitz einhergehend mit dem Vorhaben eines Fassadenneuverputzes zum Johannisplatz. Neben einigen kleineren Umbauten im Gaststättenbereich erfolgt 1925/1926 die Verlegung des Gaststättenzugangs an die verbrochene Ecke und Schaffung eines Windfangs sowie im Jahr 1937-1939 Verlegung des Hauseingangs wegen eines Umbaus der Gastwirtschaftstoiletten (Entwurf Architekt Ernst Steinkopf). Baupolizeiliche Sperrung des Betriebes der Kurbadeanstalt Harders im 2. Stock erfolgt 1952, Genehmigung für die Instandsetzung der Holztreppe im Haus ergeht 1957. Trotz einer Vereinfachung des Schmuck- und Gliederungselemente an den Straßenfassaden wirkt der vielachsige Baukörper mit verbrochener Ecke weit in die Straßen- und Platzräume, gibt dem heterogenen Quartier erhaltener Wohn- und Geschäftshäuser einen markanten Eckpunkt. Im Innern fasziniert das erhaltene kreisrunde Treppenhaus mit gebogenen Doppeltüren. Städtebaulich und baugeschichtlich von Bedeutung. LfD/2012 | 09286955 |
|                                         | Mietshaus in geschlossener Bebauung und in Ecklage | Nürnberger Straße 5 (Karte)                                                                                    | 1879 (Mietshaus) | mit Läden, historisierende Putzfassade, baugeschichtlich von Bedeutung | 09290466 |
|                                         | Mietshaus in halboffener Bebauung in Ecklage | Nürnberger Straße 7 (Karte)                                                                                    | 1846-1847 (Mietshaus) | Putzfassade, Ladenfront von 1889, ortsentwicklungsgeschichtlich von Bedeutung | 09290467 |
|                                         | Mietshaus in geschlossener Bebauung in Ecklage | Nürnberger Straße 11 (Karte)                                                                                   | 1847 (Mietshaus) | liegt an einer Sackgasse, Ladenfront von 1892, klassizistische Putzfassade, baugeschichtlich von Bedeutung | 09290457 |
| Direkt Bild zu diesem Denkmal hochladen | Mietshaus in halboffener Bebauung | Nürnberger Straße 13 (Karte)                                                                                   | vor 1863 (Mietshaus) | klassizistisch wirkende Putzfassade, mit Kolossalpilastern, baugeschichtlich von Bedeutung | 09290458 |
| Weitere Bilder                          | Doppelmietshaus in geschlossener Bebauung in Ecklage | Nürnberger Straße 16; 18 (Karte)                                                                               | 1. Drittel 19. Jh. (Doppelmietshaus) | mit Laden, Putzfassade mit Sandsteingliederung, baugeschichtlich von Bedeutung | 09290459 |
|                                         | Doppelmietshaus (mit Goldschmidtstraße 14) in geschlossener Bebauung | Nürnberger Straße 20 (Karte)                                                                                   | 1845, Teil eines Doppelmietshauses (Mietshaus) | spätklassizistische Putzfassade, städtebaulich unverzichtbarer Eckbau und einer der letzten erhaltenen klassizistischen Mietshausbauten der Leipziger Stadterweiterungsgebiete im 2. Drittel des 19. Jahrhunderts, baugeschichtlich von Bedeutung Denkmaltext Eines der letzten erhaltenen klassizistischen Mietshäuser der Leipziger Stadterweiterungsgebiete im Osten wurde als Doppelhaus in exponierter Ecklage 1845 für Dr. Ferdinand Drechsel errichtet. Maurermeister Johann Heinrich Walther und Zimmermeister Gustav Schwabe sind archivalisch für die Ausführung namhaft und dürften auch die Entwürfe geliefert haben. Ladeneinbau 1891-1892 im Auftrag des Besitzers Carl von der Krone, Einrichtung einer Kaffeerösterei im Parterre 1925 und 1933 Neuaufteilung der Etagengrundrisse. 1995-1997 Umbau und Sanierung für die 1. Beteiligungsgesellschaft mbH HLI aus Hamburg nach Plan von Architekt Torsten Markurt aus Lützschena. Die denkmalpflegerische Zielstellung erarbeitete das Büro Dr. Hocquél-Schneider und Küster in Leipzig. Das unmittelbar an das Mendelssohnhaus Goldschmidtstraße 12 anschließende Gebäude mit ebensolcher feingliedriger Putzfassade und zartem Stuckdekor insbesondere über den Fenstern (Akroterien), Eckbetonung im Stil eines Turmes mit Zinnenkranz. Behutsame Sanierung mit Erhaltung zahlreicher historischer Details auch im Inneren, wo insbesondere ein Treppenhaus mit quadratischem Auge sowie die Wohnungseingangstüren mit ihren Oberlichtgittern Aufmerksamkeit verdienen. Städtebaulich unverzichtbarer Eckbau mit bauhistorischer und stadterweiterungsgeschichtlicher Bedeutung, Seltenheitswert. LfD/2012 | 09290460 |
|                                         | Wohn- und Geschäftshaus in ehemals geschlossener Bebauung | Nürnberger Straße 22 (Karte)                                                                                   | 1845 (Wohn- und Geschäftshaus) | Putzfassade, Stuck und Holzpaneele im Eingangsbereich, Druckerei um 1857, baugeschichtlich von Bedeutung | 09290461 |
|                                         | Mietshaus in geschlossener Bebauung in Ecklage | Nürnberger Straße 27 (Karte)                                                                                   | 1886 (Mietshaus) | mit Läden, Klinkerfassade, geätzte Treppenhausfenster, Stuck und Holzpaneele im Eingangsbereich, baugeschichtlich von Bedeutung | 09290463 |
| Weitere Bilder                          | Mietshaus in geschlossener Bebauung und in Ecklage, mit Vorgarten und Einfriedung zur Straße An der Verfassungslinde | Nürnberger Straße 29 (Karte)                                                                                   | 1881-1882 (Mietshaus) | mit Läden, historisierende Putzfassade mit Balkons, Ladenfronten original, Windfangtür im Innern, baugeschichtlich von Bedeutung | 09290465 |
|                                         | Hotel in offener Bebauung und Gedenktafel Karl Marx | Paul-List-Straße 5 (Karte)                                                                                     | 1858 (Hotel) | Putzfassade, spätklassizistischer Bau, Gedenktafel zur Erinnerung an den Philosophen Karl Marx (1818-1883), der hier 1874 übernachtete, baugeschichtlich und ortsgeschichtlich von Bedeutung | 09290745 |
|                                         | Villa mit Vorgarten | Paul-List-Straße 7 (Karte)                                                                                     | 1852, im Kern (Villa), 1920 (Villa) | Putzfassade mit Putzreliefs der 1920er Jahre, baugeschichtlich von Bedeutung | 09290746 |
|                                         | Mietshaus in offener Bebauung, mit Vorgarten und Sockelmauer der Einfriedung | Paul-List-Straße 8 (Karte)                                                                                     | 1903 (Mietshaus) | Putzfassade, Jugendstildekor, bleiverglaste Treppenhausfenster, Stuck im Eingangsbereich, baugeschichtlich von Bedeutung | 09290747 |
|                                         | Villa (mit Anbau) und Vorgarten | Paul-List-Straße 9 (Karte)                                                                                     | 1853 (Villa) | klassizistische Putzfassade, baugeschichtlich von Bedeutung | 09290748 |
|                                         | Villa mit Vorgarten | Paul-List-Straße 11 (Karte)                                                                                    | 1856 (Villa) | Putzfassade, Wohnbau biedermeierlichen Typs, ortsentwicklungsgeschichtlich von Bedeutung | 09290749 |
|                                         | Mietshaus in geschlossener Bebauung und Vorgarten | Paul-List-Straße 16 (Karte)                                                                                    | 1882 (Mietshaus) | mit Tordurchfahrt, Putzfassade, geätzte Treppenhausfenster, Stuck in der Tordurchfahrt, baugeschichtlich von Bedeutung | 09290751 |
|                                         | Mietshaus in geschlossener Bebauung und Vorgarten sowie Verwaltungsgebäude im Hof | Paul-List-Straße 17 (Karte)                                                                                    | 1863 (Mietshaus) | Vorderhaus mit Hausdurchgang, Putzfassade, farbige Treppenhausfenster, zeitweise kirchliche Hochschule, baugeschichtlich und ortsgeschichtlich von Bedeutung | 09290752 |
|                                         | Mietshaus in geschlossener Bebauung, mit Vorgarten und Hinterhaus | Paul-List-Straße 18 (Karte)                                                                                    | 1872 (Mietshaus), 1877 (Hinterhaus) | mit Tordurchfahrt, Putzfassade mit Sandsteingliederung, baugeschichtlich von Bedeutung | 09290753 |
|                                         | Verwaltungsgebäude in ehemals geschlossener Bebauung, mit Hinterhaus und Vorgarten | Paul-List-Straße 19 (Karte)                                                                                    | 1855 (Verwaltung) | Putzfassade, Betsaal mit originaler Ausstattung, im Rundbogenstil des 19. Jahrhunderts, baugeschichtlich von Bedeutung | 09290754 |
|                                         | Mietshaus in geschlossener Bebauung und Vorgarten sowie Hofgebäude | Paul-List-Straße 20 (Karte)                                                                                    | 1850er Jahre (Mietshaus) | mit Tordurchfahrt, Putzfassade, Stuck in der Tordurchfahrt, baugeschichtlich von Bedeutung | 09290939 |
|                                         | Mietshaus in halboffener Bebauung, mit Vorgarten | Paul-List-Straße 22 (Karte)                                                                                    | 1850er Jahre (Mietshaus) | klassizistisch wirkende Putzfassade, zeitweise Verlagssitz, ortshistorisch und baugeschichtlich von Bedeutung | 09290942 |
|                                         | Mietshaus in ehemals geschlossener Bebauung, mit Vorgarten und Hinterhaus | Paul-List-Straße 23 (Karte)                                                                                    | um 1873 (Mietshaus), 1889-1890 (Hinterhaus) | klassizistisch wirkende Putzfassade, baugeschichtlich von Bedeutung Denkmaltext Das vordere Mietshaus auf dem Grundstück ehemals Carolinenstraße 12 dürfte um 1873 entstanden sein, die Bauakte setzt 1881 ein. 1885 wurde die Hausnummer 23 zugewiesen, im gleichen Jahr ein Waschhaus und Niederlagsgebäude erbaut. Für den Sommer 1889 kamen Pläne zur Einreichung für Umbauten im Vorderhaus (Ladeneinbau und Verbreiterung Hausflur) sowie die Neuerrichtung eines Hinterhauses mit Seitenflügel als sogenanntes „Mittelgebäude“. Beides wurde in die Hände der Herren Architekten Ohme & Bechert gelegt von den Eigentümern und Plagwitzer Bauunternehmern Gottfried Wilhelm Müller und Karl Gustav Heinrich Heidecke. Ein Flurstücksplan weist interessanterweise auch Mietergärten aus. 1896 entstand ein Werkstattgebäude, wiederum für Herrn Fuhrwerksbesitzer Müller und Herrn Wagenbauer Heidecke. Nach Eigentümerwechsel im Jahr 1906 siedelte die Wagen- und Carosseriefabrik Johannes Kester auf das Grundstück um. Februar 1964 wurde über den beabsichtigten Abbruch der Häuser Nummer 25 und 27 informiert, drei Jahre später stellte ein Gutachter den außerordentlich schlechten Zustand des Vordergebäudes Nummer 23 fest. Bereits 1969 erfolgte die Zergliederung des Grundstücks. Pläne für die Altbausanierung datieren ins Jahr 1995, der versagte Abbruchantrag zum Jahresende 1997. Ein ausgehandelter Teilabbruch der rechts neben der Durchfahrt stehenden Gebäudehälfte sollte 1998 umgesetzt werden, zumal das Treppenhaus nicht zu halten wäre. Im Mai 1998 Einbruch von Teilen des Daches sowie der Decken, daraus resultierend Fassadenschäden und folgend der Komplettabbruch des straßenseitigen Mietshauses, wenige Monate später auch der Werkstatt. Nach Neujahr 2000 kam die abschließende Fertigstellung zur Anzeige über die Sanierung des Hofgebäudes (ehemalig Mittelhaus mit Durchfahrt) nebst kleinem Seitenflügel und den Wiederaufbau des Vorderhauses als Kopie. Das straßenseitige Mietshaus in geschlossener Zeile gehörte zu den spätklassizistisch dekorierten Gründerzeithäusern der ersten Erweiterungsgebiete der Stadt Leipzig. Glattputzfassaden, zarter Stuckdekor über den Fensterrahmungen, eine dekorierte Traufzone und unverputzte Sockel aus Bruchstein- und/oder Klinkermauerwerk charakterisieren diesen Haustyp, von dem sich nur wenige Vertreter in den in unmittelbarer Zentrumsnähe liegenden ehemaligen Leipziger Vororten erhalten haben. Verputzt zeigt sich das sanierte fünfgeschossige rückwärtige Wohngebäude, mit modernen Toren im Durchgang und neuen Balkonanlagen. Die ein- und zweigeschossige Bebauung des zweiten Hofes mit Werkstatt- und Lagergebäuden ist komplett beseitigt. LfD/2017, 2018 | 09290943 |
|                                         | Verlagsgebäude in halboffener Bebauung | Paul-List-Straße 24 (Karte)                                                                                    | um 1910 (Verlagshaus) | in rückwärtiger Lage, Stahlbetonbau mit Putzfassade, ehemals eisernes Vordach, baugeschichtlich und ortsgeschichtlich von Bedeutung | 09301103 |
|                                         | Verlagsgebäude in offener Bebauung | Paul-List-Straße 26 (Karte)                                                                                    | um 1910 (Verlagshaus) | in rückwärtiger Lage, Stahlbetonbau mit Putzfassade, ehemals mit Esse, baugeschichtlich und ortsgeschichtlich von Bedeutung | 09301104 |
| Direkt Bild zu diesem Denkmal hochladen | Handschwengelpumpe mit Brunnenschacht und Abdeckplatte | Philipp-Rosenthal-Straße (Karte)                                                                               | vor 1890 (Handschwengelpumpe) | in den ehemaligen Gärten zwischen Philipp-Rosenthal-Straße und Prager Straße, Typ K, ortsgeschichtlich von Bedeutung | 09299209 |
|                                         | Mietshaus in geschlossener Bebauung | Philipp-Rosenthal-Straße 5 (Karte)                                                                             | um 1905 (Mietshaus) | mit zwei Läden mit originalen Ladenfronten, Putzfassade, stilistisch zwischen Historismus und Jugendstil, baugeschichtlich von Bedeutung | 09295551 |
|                                         | Mietshaus in geschlossener Bebauung | Philipp-Rosenthal-Straße 7 (Karte)                                                                             | bezeichnet 1903 (Mietshaus) | mit originaler Ladenfront, Klinker-Putz-Fassade mit Balkons, baugeschichtlich von Bedeutung | 09295550 |
|                                         | Mietshaus in geschlossener Bebauung und Werkstattgebäude im Hof | Philipp-Rosenthal-Straße 9 (Karte)                                                                             | um 1900 (Mietshaus) | mit Tordurchfahrt, mit zwei Läden mit originalen Ladenfronten, historisierende Klinker-Putz-Fassade, baugeschichtlich von Bedeutung | 09295549 |
|                                         | Mietshauszeile in geschlossener Bebauung | Philipp-Rosenthal-Straße 11; 13; 15; 17; 19 (Karte)                                                            | um 1930 (Mietshaus) | zeittypische Putzfassade, baugeschichtlich von Bedeutung | 09295548 |
|                                         | Mietshaus in halboffener Bebauung und Vorgarten mit Brunnen und Einfriedung | Philipp-Rosenthal-Straße 12 (Karte)                                                                            | 1913-1914, bezeichnet 1914 (Mietshaus) | mit Garageneinfahrt, Putzfassade, Reformstil-Architektur, baugeschichtlich von Bedeutung | 09295546 |
| Weitere Bilder                          | Mietshaus in geschlossener Bebauung | Philipp-Rosenthal-Straße 21 (Karte)                                                                            | 1906-1908, bezeichnet 1907-1909 (Mietshaus) | mit Tordurchfahrt, Klinkerfassade mit Sandsteingliederungen und reicher Bauskulptur, mit Erker und Loggien, baugeschichtlich von Bedeutung, (rückseitig angrenzende Fabrikgebäude siehe unter Paul-List-Straße 24/26) | 09295547 |
|                                         | Mietshaus in geschlossener Bebauung in Ecklage, mit Vorgarten an der Johannisallee | Philipp-Rosenthal-Straße 22 (Karte)                                                                            | 1910/1915 (Mietshaus) | Putzfassade, Reformstil-Architektur, baugeschichtlich von Bedeutung | 09295545 |
| Weitere Bilder                          | Krankenhausgebäude mit Vorgarten und Einfriedung | Philipp-Rosenthal-Straße 27 (Karte)                                                                            | 1887-1889 (Krankenhaus) | Klinikbau auf H-förmigem Grundriss, roter Ziegelbau mit Bruchsteinsockel und Gliederungselementen aus Sandstein, im Stil des Historismus, mit großem Gemälde im Treppenhaus, Garten mit Altbaumbestand, ortsgeschichtlich und baugeschichtlich von Bedeutung | 09295625 |
| Direkt Bild zu diesem Denkmal hochladen | Mehrere Klinikgebäude (Anschrift: Liebigstraße 20a, Philipp-Rosenthal-Straße 27b, 27c), Gartenanlage mit vier Denkmalen für Carl Thiersch, Carl Reinhold August Wunderlich, Ernst Leberecht Wagner und Heinrich Curschmann sowie Fontänenbecken und Alleen | Philipp-Rosenthal-Straße 27b; 27c (Karte)                                                                      | 1868-1871 (Krankenhaus), 1900, Denkmal Thiersch (Gartenskulptur) | mehrfach umgebaute Krankenhausanlage, zeittypischer Putzbau an der Liebigstraße, erhalten blieben weiterhin zwei durch einen Korridor verbundene hölzerne Krankenpavillons sowie drei Krankenpavillons als Ziegelbauten, Diphteriehaus, Erweiterungsbau mit Eiskeller, Muschelkalkstelen für Carl Thiersch, Carl Reinhold August Wunderlich, Ernst Leberecht Wagner und Heinrich Curschmann, baugeschichtlich, gartenkünstlerisch und ortsgeschichtlich von Bedeutung | 09295760 |
| Weitere Bilder                          | Mietshauszeile | Philipp-Rosenthal-Straße 42a; 44; 44a; 46; 46a; 48; 48a; 50; 50a; 52; 54; 56; 58; 60; 62; 64 (Karte)           | um 1935 (Mietshaus) | mit Läden und Straßendurchfahrt, Putzfassade mit Putzornamentik, keramikverkleidetes Erdgeschoss und Eingängen mit Sandsteineinfassung, im traditionalistischen Stil, baugeschichtlich von Bedeutung | 09295559 |
| Weitere Bilder                          | Russisch-orthodoxe Kirche (mit Ausstattung), sowie Grabsteine und Soldatengräber von 1813, Einfriedungsmauer und Gartenbereich | Philipp-Rosenthal-Straße 51a (Karte)                                                                           | 1912-1913 (Kirche), ab 18. Jh. (Ikonen), 1912-1913 (Wandmalerei), 1912-1913 (Ikonostas), 1913 (Glocke)                                                                          | Zentralbau als quadratischer Turm mit Portalvorbau, drei Apsiden mit Gruftkapelle, durch gebrochene Giebel mehrfach abgestuftes polygonales Zeltdach mit Zwiebelkuppel und umgebender Arkadengang mit Freitreppe, erbaut zur Erinnerung an die gefallenen russischen Soldaten der Völkerschlacht, baugeschichtlich und ortsgeschichtlich von Bedeutung | 09295623 |
| Direkt Bild zu diesem Denkmal hochladen | Grabstein für einen in der Leipziger Völkerschlacht 1813 gefallenen russischen Offizier | Philipp-Rosenthal-Straße 51a (bei) (Karte)                                                                     | nach 1814 (Denkmal) | Grabstätte Jurgenjew (um 1780-1813), ehemals bis 1913 auf dem Alten Johannisfriedhof (die Gebeine in die Kirche umgebettet), Erinnerungswert, Geschichtswert, Bedeutung für die Volksbildung | 09298027 |
| Direkt Bild zu diesem Denkmal hochladen | Klinikgebäude (Anschrift: Philipp-Rosenthal-Straße 53 und Semmelweisstraße 10, 12) | Philipp-Rosenthal-Straße 53 (Karte)                                                                            | 1927-1930 (Krankenhaus) | mehrflügelige Anlage, Putzfassade, im traditionalistischen Stil der 1920er Jahre, ortsgeschichtlich und baugeschichtlich von Bedeutung | 09295754 |
|                                         | Einzeldenkmal o. g. Sachgesamtheit: Klinikgebäude (Anschrift: Karl-Siegismund-Straße 16, Philipp-Rosenthal-Straße 55, 55a, 57 und Semmelweisstraße 14), rückseitig von den Seitenflügeln umgrenzter Hof mit gestalteter Grünanlage und Pergolen (siehe auch Sachgesamtheitsdokument - Obj. 09306419, Karl-Siegismund-Straße 12-20) | Philipp-Rosenthal-Straße 55; 55a; 57 (Karte)                                                                   | 1922-1928 (Krankenhaus) | mit zentraler Tordurchfahrt, Putzfassade, Fassade mit Bauskulptur, vier Sandsteinfiguren und Supraportenrelief, im traditionalistischen Stil, ortshistorisch und baugeschichtlich von Bedeutung | 09295753 |
| Weitere Bilder                          | Sachgesamtheit Alter Johannisfriedhof, mit den Einzeldenkmalen: Baumgärtnersches Grufthaus und zahlreiche Grabmale (auch umgesetzte Grabmale des Neuen Johannisfriedhofs) sowie Friedhofseinfriedung (siehe Einzeldenkmalliste - Obj. 09290634), mit der gärtnerischen Friedhofsgestaltung und dem Sachgesamtheitsteil innere Abteilungsmauern | Prager Straße (Karte)                                                                                          | ab 1278 (Friedhof), 1476 (Erweiterung Friedhof), 1580 (Erweiterung Friedhof), 1616 (Erweiterung Friedhof)                                                                       | aufgelassener alter Friedhof, älteste Begräbnisstätte Leipzigs, Baumgärtnersches Grufthaus im Barockstil, auf Grund der erhaltenen Grabmale etlicher Persönlichkeiten der Stadtgeschichte von besonderer ortsgeschichtlicher Bedeutung, auch von gartenhistorischem Wert | 09293036 |
| Weitere Bilder                          | Einzeldenkmale der Sachgesamtheit Alter Johannisfriedhof: Baumgärtnersches Grufthaus und zahlreiche Grabmale (auch umgesetzte Grabmale des Neuen Johannisfriedhofs) sowie Friedhofseinfriedung (siehe auch Sachgesamtheitsdokument - Obj. 09293036) | Prager Straße (Karte)                                                                                          | ab 1278 (Friedhof), nach 1536 alleiniger Begräbnisplatz der Stadt (Fri, 1726 (Grufthaus))                                                                                       | aufgelassener alter Friedhof, älteste Begräbnisstätte Leipzigs, Baumgärtnersches Grufthaus im Barockstil, auf Grund der erhaltenen Grabmale etlicher Persönlichkeiten der Stadtgeschichte von besonderer ortsgeschichtlicher Bedeutung, auch von gartenhistorischem Wert | 09290634 |
|                                         | Postbankgebäude (Nr. 8) mit Nebengebäuden (Nr. 4, 6 und 10) | Prager Straße 4; 6; 8; 10 (Karte)                                                                              | 1876-1880 (Post) | erbaut als Paket- und Zeitungspostamt, Sandsteinfassade, im Stil des Historismus, ortsgeschichtlich und baugeschichtlich von Bedeutung | 09290499 |
|                                         | Ehemaliges Verlagsgebäude (Anschrift: Prager Straße 16, 18 und Goldschmidtstraße 49, 51) sowie Leuchtreklame | Prager Straße 16; 18 (Karte)                                                                                   | 1936-1937 (Verlagshaus) | Gebäudekomplex der Buchindustrie, zuletzt Leipziger Kommissions- und Großbuchhandel, markante Leuchtwerbung (Mann mit Buch), industriegeschichtlich und ortsgeschichtlich von Bedeutung | 09260911 |
| Direkt Bild zu diesem Denkmal hochladen | Sozialgebäude eines Betriebsteils (Projektierung), mit architekturbezogener Kunst und Elementen der originalen Innenausstattung | Prager Straße 26; 28 (Karte)                                                                                   | 1977-1983 (Sozialgebäude), 1982-1985 (Bauplastik), 1982-1983 (Malerei) | kubischer zweigeschossiger Bau mit Vorhangfassade, etwas niedrigerer Verbinder zum Hauptgebäude mit weit ausladender Kragplatte als Eingangsüberdachung (Abbruch 2018), im Foyer Wandgestaltung »Bau und Technik« von Hans-Hendrik Grimmling und Volker O. Baumgart (eingelagert 2018), im Speisesaal Wandbilder über Essenausgabe und Eingang von Günther Huniat, außerdem verschiedene Ausstattungselemente der Erbauungszeit (unter anderem Lampen, Türen, Deckenverkleidung) sowie Wandbild am südlichen Gebäudegiebel des ehemaligen Verwaltungsgebäudes, baugeschichtliche, kunstgeschichtliche und künstlerische Bedeutung Denkmaltext 1977-1983 erhielt der Betriebsteil Leipzig des VEB Chemieanlagenbau-Kombinats Leipzig-Grimma, das führende und stark exportorientierte Unternehmen seiner Branche in der DDR, ein neues, elfgeschossiges Projektierungsgebäude an der Leninstraße (heute wieder Prager Straße). Zu dem Bauvorhaben gehörte auch ein zweigeschossiges Sozialgebäude, das auf der Südseite mit einem Verbindungsbau an das Hauptgebäude angeschlossen wurde. Im Gegensatz zum Hauptgebäude, das einen gewissen Hang zu übersteigerter Monotonie hat, zeigt sich das Sozialgebäude in einer ausgewogenen, auch fein gegliederten Architektur und behauptet sich damit als eigenständiger Baukörper. Charakteristische Merkmale seiner Außengestaltung sind die Steinverkleidungen und die gerasteteren Fensterflächen mit eloxierten Alurahmen sowie der wirkungsvoll betonte Eingang mit ausladender Kragplatte. Entsprechend den damaligen staatlichen Vorgaben mussten bei einem Investionsbau wie diesem Gelder (in der Regel 0,5 % der Bausumme) für architekturbezogene Kunst bereitgestellt und eingesetzt werden. Dabei wurde hier ein Schwerpunkt auf die Ausgestaltung des Sozialgebäudes gelegt. Es boten sich dazu vor allem das Erdgeschossfoyer und der Speisesaal im Obergeschoss an. Die Auftragsvergabe und -durchführung solcher Vorhaben erfolgte über das Büro für architekturbezogene Kunst beim Rat des Bezirks. Für das Foyer erhielt 1982 der Maler und Grafiker Hans-Hendrik Grimmling den Auftrag, eine repräsentative Wand- und Raumgestaltung zu entwerfen und auszuführen. Die Arbeit wurde als Materialplastik bezeichnet und hatte zum Thema eine ästhethische Gestaltung von Konstruktionselementen aus „Bau und Technik“ unter Einbeziehung des Chemieanlagenbaues. Grimmling zog als Nebenauftragnehmer den Bildhauer und Holzgestalter Volker Baumgart hinzu. Durch Materialschwierigkeiten und Auftragserweiterungen konnte die Ausführung erst 1985 abgeschlossen werden. Aus Holzteilen (ehemalige Eisenbahnschwellen aus den Tagebauen um Leipzig) und Metallelementen schufen Grimmlung und Baumgart teils raumgreifende Strukturen, die - vom Materialkontrast lebend - einerseits eine dekorative, fast ornamentale Wirkung entfalten, aber anderseits - gemäß der gesellschaftspolitischen Funktion der Kunst in der DDR - auch eine inhaltliche Aussage vermitteln sollen. Diese ist hier allerdings - wie schon oben angeführter Titel „Bau und Technik“ verdeutlicht - sehr weit gefasst und lässt sich kaum konkret greifen. Mit dem Chemieanlagenbau des Auftraggebers lassen sich lediglich die Metallelemente verbinden, die an Rohrleitungen erinnern sollen. So bleibt schließlich in der Stellungnahme der Arbeitsgruppe architekturbezogene Kunst des „Beirates für Stadtgestaltung“ in Vorbereitung der Endabnahme die Thematik der Arbeit unerwähnt, dagegen wird hervorgehoben, dass „die Foyergestaltung als eine gelungene Synthese von funktionsgebundenem Raum und Kunst“ einzuschätzen ist und hier „aus ‚gebrauchtem‘ Material etwas Neues und Wertvolles“ entstand (Staatsarchiv Leipzig, 20246, Büro für architekturbezogene Kunst, 436, Protokoll 1. 4. 1985), womit man eindeutig den ästhetischen und formalen Qualitäten des Werkes das Wort redete. Für den Speisesaal sah die Bildkünstlerische Konzeption, die im Zuge der Bauausführung erarbeitet wurde, eine „dekorative, erholungswirksame Wandgestaltung“ in Form eines Frieses vor. Diese Aufgabe wurde dem Maler und Grafiker Günther Huniat übertragen, der sie 1982-1983 ausführte. Unter dem Titel „Freizeit und Erhohlung“ malte Huniat eine stark dekorative, teils abstrahierende Komposition aus Landschaftselementen, figürlichen und floralen Formen, die seiner nicht akademischen, durch die klassische Moderne und alte Kulturen beeinflussten Kunstauffassung entsprach. Der 24 m lange, durch überwiegende Braun- und Rottöne warmfarbige Fries schmückt die Wandbereiche über und neben der ehemaligen Essenausgabe. Für die Wand über den Eingangstüren malte Huniat einen weiteren Fries mit dem Titel „Die Zeit“. Diese Arbeit ergab sich als Nachtrag aus der zufriedenstellenden Erledigung des ersten Auftrags. In der Mitte des dreiteiligen Bildes, das farblich und formal mit dem großen Wandfries korrespondiert, befindet sich eine ebenfalls vom Künstler gestaltete Uhr. Außer der architekturbezogenen Kunst befinden sich in dem Gebäude noch eine Reihe bauzeitlicher Ausstattungselemente, die wesentlich zum Denkmalwert des Objekts beitragen. Dazu gehören Treppe und Treppengeländer, Türen, Lampen, Deckenverkleidungen sowie Fußböden. Bei dem Sozialgebäude des ehemaligen VEB Chemieanlagenbau-Kombinats Leipzig-Grimma handelt es sich um ein weitgehend im Original erhaltenes Zeugnis zur Entwicklung der Architektur und architekturbezogenen Kunst der DDR um 1980. Als Bau verkörpert das Objekt eine überzeugende Lösung einer typischen, gesellschaftspolitisch bestimmten Bauaufgabe im Stil der Zeit. In der konzisen, kubischen Form des Baukörpers zeigt sich, dass das überwiegend industriell geprägte DDR-Bauschaffen bis in die 1980er Jahre noch auf die Traditionen der Moderne bezogen war, daneben ist aber auch erkennbar, wie stark man bestrebt war, durch Materialwahl und -einsatz sowie der Ausbildung von Einzelformen das entsprechende Werk auf die Höhe der Zeit zu heben. Im Vergleich wird deutlich, dass prominente DDR-Gesellschaftsbauten (Palast der Republik, Haus der Kultur Gera) bei einer Bauaufgabe dieser Art als Leitbild wirkten. Für den Aussagewert des Objektes spielt eine große Rolle, dass an ihm das staatlich geregelte und geförderte Zusammenwirken von gesellschaftlichen Bauten und architekturbezogener Kunst weitgehend unverfälscht erlebbar ist. Bemerkenswert an den hier ausgeführten Arbeiten aus dem Bereich der architekturbezogenen Kunst ist, dass sie nicht nur allgemeine Tendenzen der Kunstentwicklung der DDR in den 1970/80er Jahren dokumentieren, die von einer Öffnung in der Wahl der Themen und Formen geprägt waren (auf der 4. Tagung des ZK der SED 1971 als „Weite und Vielfalt“ formuliert), sondern dass sie auch zeigen, wie weit man bei dieser Öffnung gehen konnte. Trotz Vorgaben transportieren die Werke keine vordergründigen, ideologisch bestimmten Inhalte, im Gegenteil tritt - wie oben schon angeführt - deren formal-ästhetische Wirkung in den Vordergrund. Die Künstler Grimmling, Baumgart und Huniat waren Vertreter der Künstlerschaft, die sich ohnehin einer künstlerischen Haltung ohne sozialistisch-realistische Prämissen, ob eng oder weit gefasst, verpflichtet sahen. Durch Aktionen außerhalb der Kulturbürokratie dokumentierten sie dies auch öffentlich und gerieten folglich in Konflikte mit der Staatsmacht, die bei Grimmling schließlich zur Ausreise aus der DDR und der Übersiedlung nach Westberlin (1986) führten. Jedenfalls gehören alle drei zu den Protagonisten in der Leipziger Kunstszene der 1970/80er Jahre, die sich bewusst von der dominierenden Stellung der „Leipziger Schule“ abzusetzen suchten. Mit ihren andersartigen, auf zeitlose Aussagen gerichteten Arbeiten bereicherten sie das Kunstgeschehen in Leipzig und darüber hinaus und trugen damit sowohl künstlerisch als auch gesellschaftlich zu den anstehenden Veränderungen in der DDR bei. Unter den dargelegten Aspekten erlangt das Sozialgebäude und die in ihm enthaltene architekturbezogene Kunst sowie die überkommenen, oben genannten Teile der Bauausstattung eine baugeschichtliche, kunstgeschichtliche und künstlerische Bedeutung. Hinzuweisen ist in diesem Zusammenhang auf den Umstand, dass gerade Zeugniswerte der jüngeren Architekturgeschichte und auch der baubezogenen Kunst gefährdet sind und deren Beispiele, die sich noch einen weitgehenden Originalzustand wie hier präsentieren, stetig weniger werden. Aus diesen Gründen liegt die Erhaltung des Objekts gemäß § 2 SächsDSchG im öffentlichen Interesse. LfD/2016 | 09306497 |
|                                         | Rest einer Messehalle der ehemaligen Hallen 1, 2 und 3 auf dem Alten Messegelände (Anschrift: Prager Straße 200, nach Abbruch besitzt der Neubau zusätzlich die Anschrift: Alte Messe 2) | Prager Straße 200 (Karte)                                                                                      | 1938-1940 (Messehalle) | zeittypisches monumentales Gebäude des Dritten Reiches, Fassade in den 1950er Jahren mit Muschelkalksteinplatten verkleidet, baugeschichtlich von Bedeutung | 09295644 |
|                                         | Doppeltes M als Eingangsgestaltung zum Alten Messegelände | Prager Straße 200 (bei) (Karte)                                                                                | 1965 (Denkmal) | Stahlkonstruktion mit Aluminiumblech, Seltenheits- und Erinnerungswert, Dokument der städtischen Entwicklung und Zeugnis der Messe-Entwicklung in Deutschland, Symbol der Leipziger Muster-Messe, geschichtlich von Bedeutung | 09290495 |
| Weitere Bilder                          | Messehalle 17 auf dem Alten Messegelände | Puschstraße 8 (Karte)                                                                                          | 1921 (Messehalle) | zunächst dreischiffige, auf fünf Schiffe erweiterte Stahlkonstruktion, Kopfbau mit Pfeilerportal von 1937/38, baugeschichtlich und ortsgeschichtlich von Bedeutung | 09295643 |
| Direkt Bild zu diesem Denkmal hochladen | Ehemalige Messehalle Nr. 14 (Carl Zeiss Halle) in markanter Ecklage (Pavillon der Hoffnung) | Puschstraße 9 (Karte)                                                                                          | 1982–1986 | Überregionaler Seltenheitswert, überaus bedeutendes Zeugnis der DDR-Architektur aus der Zeit der 1980er Jahre, geschichtliche, architektonische und städtebauliche Bedeutung | 09307311 |
| Weitere Bilder                          | Messehalle 16 auf dem Alten Messegelände | Puschstraße 10 (Karte)                                                                                         | 1912 (Messehalle) | Stahlbetonkonstruktion, Kuppelbau mit Seitenflügeln und Säulenportikus (ehemalige Betonhalle der Internationalen Baufach-Ausstellung 1913), Architekt: Wilhelm Kreis, Düsseldorf, Reformstil-Architektur, baugeschichtlich, ortsgeschichtlich und kunstgeschichtlich von Bedeutung | 09295642 |
| Weitere Bilder                          | Rabensteinplatz; Platzanlage mit Brunnen | Rabensteinplatz (Karte)                                                                                        | 1866 (Schmuckplatz), 1911 (nach anderer Quelle 1906) aufgestellt | Schmuckplatz in exponierter Lage, hübscher Brunnen mit Plastik, von orts- und stadtentwicklungsgeschichtlicher Bedeutung | 09290514 |
| Direkt Bild zu diesem Denkmal hochladen | Mietshaus (Anschrift: Rabensteinplatz 3 und Täubchenweg 1) in geschlossener Bebauung in Ecklage, mit Remisen-Anbau am Täubchenweg | Rabensteinplatz 3 (Karte)                                                                                      | 1880 (Mietshaus), 1885 (Remisen-Anbau) | Klinker-Sandstein-Fassade, Stuck im Eingangsbereich, mit Läden und Balkon am Täubchenweg, repräsentativer Historismusbau, städtebaulich und baugeschichtlich von Bedeutung | 09290623 |
| Direkt Bild zu diesem Denkmal hochladen | Freifläche und Grünanlagen vor der Ringbebauung am Roßplatz | Roßplatz (Karte)                                                                                               | 1953-1955 (Stadt- und Siedlungsgrün) | Freifläche und Grünanlagen der Wohnanlage Ringbebauung; einbezogen in die Platzgestaltung der Mägdebrunnen (siehe Objekt 09290550), von ortsgeschichtlichem und gartenhistorischem Wert | 09299194 |
| Weitere Bilder                          | Brunnen | Roßplatz (Karte)                                                                                               | 1906 (Brunnen) | vor der Ringbebauung Roßplatz 1-3, hübscher Brunnen mit sechsseitigem Becken und Figur einer Wasserträgerin, künstlerisch von Bedeutung | 09290550 |
| Weitere Bilder                          | Mietshäuser einer Wohnanlage (mit Grünewaldstraße 1), mit rückwärtigem Anschlusstrakt an der Seeburgstraße (Roßplatz 8a) sowie rückwärtigen Treppen- und Terrassenanlagen | Roßplatz 1; 2; 3; 4; 5; 6; 7; 8; 8a; 9; 10; 11; 12; 13 (Karte)                                                 | 1953-1955 (Mehrfamilienwohnhaus), wohl 1956 (Leuchtwerbung) | Putzfassade mit Natursteingliederung, mit Läden und Ringcafé, dazugehörig die vorgelagerte Grünfläche zwischen Grünewaldstraße und Europahaus (siehe Objekt 09299194), viergeschossiger Anschlusstrakt an der Seeburgstraße mit Durchfahrt, grandioses Architekturensemble mit großem künstlerischem Wert, im Stil der nationalen Bautradition der 1950er Jahre, Dokument der DDR-Architektur und der Leipziger Stadtgeschichte, Seltenheitswert | 09290549 |
| Direkt Bild zu diesem Denkmal hochladen | Handschwengelpumpe mit Brunnenschacht und Abdeckplatte | Seeburgstraße (Karte)                                                                                          | vor 1886 (Handschwengelpumpe) | in Ecklage Nürnberger Straße, ortsgeschichtlich von Bedeutung | 09292785 |
| Direkt Bild zu diesem Denkmal hochladen | Handschwengelpumpe mit Brunnenschacht und Abdeckplatte | Seeburgstraße (Karte)                                                                                          | vor 1890 (Handschwengelpumpe) | vor Talstraße 12b, ortsgeschichtlich von Bedeutung | 09299163 |
| Direkt Bild zu diesem Denkmal hochladen | Handschwengelpumpe mit Brunnenschacht und Abdeckplatte | Seeburgstraße (Karte)                                                                                          | vor 1881 (Handschwengelpumpe) | vor Nummer 11, ortsgeschichtlich von Bedeutung | 09294855 |
| Weitere Bilder                          | Ehemaliges Verwaltungsgebäude in geschlossener Bebauung | Seeburgstraße 5; 7; 9 (Karte)                                                                                  | 1904-1906 (Finanzamt) | erbaut als Finanzamt (Königliche Bezirkssteuereinnahme), Putzfassade mit Sandsteingliederung, baugeschichtlich und ortsgeschichtlich von Bedeutung | 09290615 |
|                                         | Geschäftshaus (mit vier Hausnummern) in ehemals geschlossener Bebauung | Seeburgstraße 20 (Karte)                                                                                       | um 1920 (Geschäftshaus) | Putzfassade, dazugehörig: Sternwartenstraße 21 (siehe Objekt 09291808), benannt nach dem Eigentümer Seifenfabrikant Georg Klinger, baugeschichtlich und ortsgeschichtlich von Bedeutung | 09290918 |
|                                         | Mietshaus in ehemals geschlossener Bebauung | Seeburgstraße 24 (Karte)                                                                                       | 1860er Jahre (Mietshaus) | mit Tordurchfahrt, mit Läden, Putzfassade, geätzte Treppenhausfenster, baugeschichtlich von Bedeutung | 09290612 |
|                                         | Mietshaus in geschlossener Bebauung | Seeburgstraße 26 (Karte)                                                                                       | 1888 (Mietshaus) | mit Tordurchfahrt, mit Läden, Putzfassade, geätzte Treppenhausfenster, baugeschichtlich von Bedeutung | 09290613 |
|                                         | Doppelmietshaus in geschlossener Bebauung | Seeburgstraße 28; 30 (Karte)                                                                                   | 1934 (Doppelmietshaus) | Putzfassade, im traditionalistischen Stil der 1930er Jahre, baugeschichtlich von Bedeutung | 09290614 |
|                                         | Mietshaus in geschlossener Bebauung und Hinterhaus | Seeburgstraße 36 (Karte)                                                                                       | um 1885 (Mietshaus) | Vorderhaus mit Hausdurchgang, Klinkerfassade, baugeschichtlich von Bedeutung | 09298613 |
|                                         | Gartenhaus des Apothekers Linck; Gartenhaus in offener Bebauung | Seeburgstraße 45 (Karte)                                                                                       | 1757 (Gartenhaus) | barockes Gartenhaus des Apothekers Lincke, Putzfassade, zum Teil in Fachwerkbauweise, ortsentwicklungsgeschichtlich und baugeschichtlich von Bedeutung | 09290919 |
|                                         | Wohnhaus in offener Bebauung | Seeburgstraße 47 (Karte)                                                                                       | 1855 (Wohnhaus) | errichtet für den Theologieprofessor Friedrich Wilhelm Lindner; seit 2012 Studentenwohnheim der Universität Leipzig, neogotische Klinkerfassade, baugeschichtlich und kunstgeschichtlich von Bedeutung | 09290920 |
|                                         | Geschäftshaus in heute offener Bebauung | Seeburgstraße 51 (Karte)                                                                                       | um 1910 (Geschäftshaus) | mit Produktionsräumen, im Innern Säulen mit Stuckkapitellen, baugeschichtlich und ortsgeschichtlich von Bedeutung | 09290921 |
|                                         | Mietshaus in halboffener Bebauung | Seeburgstraße 94 (Karte)                                                                                       | um 1875 (Mietshaus) | Putzfassade, ortsentwicklungsgeschichtlich von Bedeutung | 09261583 |
|                                         | Mietshaus in geschlossener Bebauung | Seeburgstraße 96 (Karte)                                                                                       | um 1890 (Mietshaus) | mit Tordurchfahrt, Putzfassade, reicher Stuck im Eingangsbereich, baugeschichtlich von Bedeutung | 09290922 |
|                                         | Mietshaus in geschlossener Bebauung | Seeburgstraße 98 (Karte)                                                                                       | um 1890 (Mietshaus) | mit Tordurchfahrt, Putzfassade mit Balkon, Stuckmedaillons in der Tordurchfahrt, im Stil des Historismus, baugeschichtlich von Bedeutung | 09290923 |
| Direkt Bild zu diesem Denkmal hochladen | Klinikgebäude (Anschrift: Philipp-Rosenthal-Straße 53 und Semmelweisstraße 10, 12) | Semmelweisstraße 10; 12 (Karte)                                                                                | 1927-1930 (Krankenhaus) | mehrflügelige Anlage, Putzfassade, im traditionalistischen Stil der 1920er Jahre, ortsgeschichtlich und baugeschichtlich von Bedeutung | 09295754 |
| Direkt Bild zu diesem Denkmal hochladen | Einzeldenkmal o. g. Sachgesamtheit: Klinikgebäude (Anschrift: Karl-Siegismund-Straße 16, Philipp-Rosenthal-Straße 55, 55a, 57 und Semmelweisstraße 14), rückseitig von den Seitenflügeln umgrenzter Hof mit gestalteter Grünanlage und Pergolen (siehe auch Sachgesamtheitsdokument - Obj. 09306419, Karl-Siegismund-Straße 12-20) | Semmelweisstraße 14 (Karte)                                                                                    | 1922-1928 (Krankenhaus) | mit zentraler Tordurchfahrt, Putzfassade, Fassade mit Bauskulptur, vier Sandsteinfiguren und Supraportenrelief, im traditionalistischen Stil, ortshistorisch und baugeschichtlich von Bedeutung | 09295753 |
|                                         | Mietshaus in geschlossener Bebauung in Ecklage | Spohrstraße 2 (Karte)                                                                                          | 1897 (Mietshaus) | mit Läden, Klinkerfassade, Schablonenmalerei im Treppenhaus, baugeschichtlich von Bedeutung | 09290351 |
|                                         | Doppelmietshaus in geschlossener Bebauung, mit Einfriedung | Spohrstraße 4; 6 (Karte)                                                                                       | um 1900 (Doppelmietshaus) | Klinkerfassade, bleiverglaste Treppenhausfenster, baugeschichtlich von Bedeutung | 09290353 |
|                                         | Fabrikgebäude | Spohrstraße 8 (Karte)                                                                                          | 1878 (Fabrikgebäude) | in rückwärtiger Grundstückslage, mit zwei Treppenhäusern, als Zeugnis des Standortes für Buchbindergewerbe von besonderer industriegeschichtlicher und ortsentwicklungsgeschichtlicher Bedeutung | 09303812 |
| Direkt Bild zu diesem Denkmal hochladen | Brauereigelände (Anschrift: Täubchenweg 5 und 7 sowie Spohrstraße 10/10a) mit Sudhaus, Kelleranlagen, Kühlhaus sowie technischer Ausstattung | Spohrstraße 10; 10a (Karte)                                                                                    | 1930er Jahre (Brauerei) | selten so stadtnah erhaltener Brauereikomplex, als altes Familienunternehmen mit hohem Erinnerungswert, städtebaulich wirksam und für die Stadtgeschichte von Bedeutung | 09290631 |
| Direkt Bild zu diesem Denkmal hochladen | Mietshaus in offener Bebauung | Spohrstraße 12 (Karte)                                                                                         | 1876 (Mietshaus) | Putzfassade, ortsentwicklungsgeschichtlich und baugeschichtlich von Bedeutung | 09297593 |
|                                         | Institutsgebäude (sogenanntes Turmhaus) der Universitätssternwarte | Stephanstraße 3 (Karte)                                                                                        | 1860/61 (Sternwarte), 1880/81 (Turmhaus) | stadtbildprägender Putzbau mit klassizistischen und historisierenden Anklängen, Mezzaningeschoss, zweigeschossiger Turmaufbau an der Nordwestecke, ursprünglich für das Meteorologische Institut Karl Christian Bruhns’ errichtet, aber unmittelbar im Anschluss an die Fertigstellung für eine Nutzung durch die Universitätssternwarte umgebaut, nach Kriegszerstörung einzig erhaltenes Gebäude des Komplexes, seit 1993 Sitz des Instituts für Meteorologie der Universität Leipzig, universitätsgeschichtlich, wissenschaftsgeschichtlich, ortsgeschichtlich und baugeschichtlich von Bedeutung | 09290621 |
| Direkt Bild zu diesem Denkmal hochladen | Einzeldenkmal o. g. Sachgesamtheit: Natursteinblock mit Gedenktafel für Moritz Seeburg und ehemalige Engelmannsche Sternwarte auf Parzelle 0706 (siehe auch Sachgesamtheitsdokument - Obj. 09295812) | Stephanstraße 5 (Karte)                                                                                        | zwischen 1851 und 1858 errichtet (Gedenkstein), 1881 (Sternwarte) | ortsgeschichtlich und personengeschichtlich von Bedeutung Nachdem 1831 Stadtrat und Rechtsanwalt Moritz Seeburg auch Vorsteher des Johannishospitals wurde, erarbeitete er zusammen mit dem Obermeister der Bäckerinnung Johann David Schellbach einen Plan zur Kultivierung der Sandgrube, die sich im Besitz des Hospitals befand. Der Rat der Stadt genehmigte das Vorhaben und so konnten ab dem Spätherbst 1832 die ersten Gärten eingerichtet werden. Ziel des Projektes war es ursprünglich, den ärmeren Bewohnern der Johannisvorstadt die Möglichkeit zum Eigenanbau von Gemüse zu geben, doch statt „Armengärten“ nutzte zu einem großen Teil der Leipziger Mittelstand die Möglichkeit, hier preiswert Land zu pachten. Das kultivierte Areal erstreckte sich bald über die alte Sandgrube hinaus von der heutigen Prager Straße bis zur Liebigstraße sowie von der Johannisallee bis zur Talstraße, eine Erweiterung bis zur Windmühlengasse kam schon 1833 zur Ausführung. Ein regelmäßig angelegtes Wegenetz diente der Erschließung und auf zentralen Plätzen befanden sich Brunnen. Doch bereits 20 Jahre nach der Gründung begann die Reduzierung der Fläche des Johannistales durch verstärkte Wohnbebauung und die Ausdehnung von Universitäts- und Klinikgebäuden am südlichen Rand der Anlage. Heute besitzt die Kleingartenanlage in etwa nur noch ein Drittel der einstmaligen Größe. Die Gärten des Johannistales umschlossen ursprünglich auch den Alten Israelitischen Friedhof, der als erster jüdischer Begräbnisplatz in Leipzig bereits 1814 angelegt wurde. Bis zur Eröffnung des neuen Friedhofs an der Berliner Straße 1864 für Bestattungen genutzt, musste die Israelitische Religionsgemeinde 1937 die Kündigung des Pachtvertrages durch die Stadt Leipzig trotz rechtlicher und religiöser Einsprüche akzeptieren. Die hier Bestatteten wurden auf den jüdischen Friedhof in Eutritzsch umgebettet und das Areal restlos eingeebnet. Erst lag die Fläche brach, dann erfolgte eine Nutzung als Schulgarten und später kam es zur Parzellierung in Kleingärten. Vom jüdischen Friedhof zeugen noch heute Teile der Einfriedungsmauer und des Eingangstores, woraus noch heute in etwa die alte Ausdehnung geschlossen werden kann. In unmittelbarer Nachbarschaft des Begräbnisplatzes befindet sich zudem eine massive Gartenlaube, in der sich Reste der 1881 eingerichteten Privatsternwarte von Rudolf Engelmann (1841–1888), 1863 bis 1874 Inhaber der ersten Observatorenstelle in der benachbarten Universitätssternwarte, erhalten haben. Als zweitälteste Kleingartenanlage in Deutschland und als älteste in Leipzig besitzt das Johannistal eine nationale sozialhistorische Bedeutung. Eine orts- und religionsgeschichtliche Relevanz resultiert nicht zuletzt auch aus dem Areal des Alten israelitischen Friedhofes, der heute Teil der Kleingartenanlage ist. Die Reste der Engelmannschen Sternwarte sind hingegen von wissenschaftsgeschichtlicher und vor allem personengeschichtlicher Bedeutung, zeugen sie doch vom wissenschaftlichen Wirken eines international renommierten Astronomen – Engelmann wurde 1880 zum Mitglied in der Gelehrtengesellschaft Leopoldina berufen – auch nach seinem familiär bedingten Ausscheiden aus dem akademischen Dienst im Jahre 1874. LfD/2012/2019 | 09295809 |
| Direkt Bild zu diesem Denkmal hochladen | Sachgesamtheit Kleingartenanlage Johannistal, mit folgenden Einzeldenkmalen: Gedenkstein für Moritz Seeburg und ehemalige Engelmannsche Sternwarte auf Parzelle 0706 (siehe auch Einzeldenkmaldokument - Obj. 09295809) sowie Kleingartenanlage (einschließlich ehemaligem jüdischen Friedhof) | Stephanstraße 5 (Karte)                                                                                        | 1832-1833 (Kleingartenanlage) | erste Leipziger Kleingartenanlage und zweitälteste in Deutschland angelegte, schließt das Areal des ältesten Israelitischen Friedhofs in Leipzig ein, heute noch 141 Parzellen, ortsgeschichtlich von Bedeutung Nachdem 1831 Stadtrat und Rechtsanwalt Moritz Seeburg auch Vorsteher des Johannishospitals wurde, erarbeitete er zusammen mit dem Obermeister der Bäckerinnung Johann David Schellbach einen Plan zur Kultivierung der Sandgrube, die sich im Besitz des Hospitals befand. Der Rat der Stadt genehmigte das Vorhaben und so konnten ab dem Spätherbst 1832 die ersten Gärten eingerichtet werden. Ziel des Projektes war es ursprünglich, den ärmeren Bewohnern der Johannisvorstadt die Möglichkeit zum Eigenanbau von Gemüse zu geben, doch statt „Armengärten“ nutzte zu einem großen Teil der Leipziger Mittelstand die Möglichkeit, hier preiswert Land zu pachten. Das kultivierte Areal erstreckte sich bald über die alte Sandgrube hinaus von der heutigen Prager Straße bis zur Liebigstraße sowie von der Johannisallee bis zur Talstraße, eine Erweiterung bis zur Windmühlengasse kam schon 1833 zur Ausführung. Ein regelmäßig angelegtes Wegenetz diente der Erschließung und auf zentralen Plätzen befanden sich Brunnen. Doch bereits 20 Jahre nach der Gründung begann die Reduzierung der Fläche des Johannistales durch verstärkte Wohnbebauung und die Ausdehnung von Universitäts- und Klinikgebäuden am südlichen Rand der Anlage. Heute besitzt die Kleingartenanlage in etwa nur noch ein Drittel der einstmaligen Größe. Die Gärten des Johannistales umschlossen ursprünglich auch den Alten Israelitischen Friedhof, der als erster jüdischer Begräbnisplatz in Leipzig bereits 1814 angelegt wurde. Bis zur Eröffnung des neuen Friedhofs an der Berliner Straße 1864 für Bestattungen genutzt, musste die Israelitische Religionsgemeinde 1937 die Kündigung des Pachtvertrages durch die Stadt Leipzig trotz rechtlicher und religiöser Einsprüche akzeptieren. Die hier Bestatteten wurden auf den jüdischen Friedhof in Eutritzsch umgebettet und das Areal restlos eingeebnet. Erst lag die Fläche brach, dann erfolgte eine Nutzung als Schulgarten und später kam es zur Parzellierung in Kleingärten. Vom jüdischen Friedhof zeugen noch heute Teile der Einfriedungsmauer und des Eingangstores, woraus noch heute in etwa die alte Ausdehnung geschlossen werden kann. In unmittelbarer Nachbarschaft des Begräbnisplatzes befindet sich zudem eine massive Gartenlaube, in der sich Reste der 1881 eingerichteten Privatsternwarte von Rudolf Engelmann (1841-1888), dem ersten Observator der Universitätssternwarte erhalten haben. Als zweitälteste Kleingartenanlage in Deutschland und als älteste in Leipzig besitzt das Johannistal eine nationale sozialhistorische Bedeutung. Eine orts- und religionsgeschichtliche Relevanz resultiert nicht zuletzt auch aus dem Areal des Alten israelitischen Friedhofes, der heute Teil der Kleingartenanlage ist. LfD/2012 | 09295812 |
|                                         | Mietshaus in halboffener Bebauung mit Seitenflügel zum Hof | Stephanstraße 8 (Karte)                                                                                        | 1887 (Mietshaus) | mit Tordurchfahrt und Läden, repräsentative Klinkerfassade mit Erker und Balkons, Holzpaneele im Eingangsbereich, im Stil des Historismus, Architekt: Max Bösenberg, baugeschichtlich von Bedeutung | 09290622 |
| Weitere Bilder                          | Doppelmietshaus in geschlossener Bebauung in Ecklage | Stephanstraße 10; 12 (Karte)                                                                                   | bezeichnet 1881-1882 (Doppelmietshaus) | reiche Klinkerfassade in Formen der Neurenaissance, Sandsteingliederungen, risalitartige Eckbetonung und seitliche Vorlagen, Erker und Balkone, Mittelachse zur Stephanstraße mit Haupteingang, darüber repräsentative Loggien, Architekt: Max Bösenberg, ortsentwicklungsgeschichtlich, baugeschichtlich und baukünstlerisch von Bedeutung | 09290616 |
| Weitere Bilder                          | Klinikgebäude (Liebigstraße 19, 21 und Stephanstraße 11) | Stephanstraße 11 (Karte)                                                                                       | 1889-1891 (Krankenhaus), 1927-1930 (Erweiterungsbau) | Vierflügelbau um geschlossenen Innenhof, bestehend aus einem älteren Gebäudekomplex im Stil des Historismus mit Klinkerfassade (zusätzliche Anschrift Stephanstraße 11, Architekt: Arwed Roßbach) und einem neueren Trakt, Klinkerfassade, der neue Trakt im Stil der Moderne, Architekt: Stadtbaurat Hubert Ritter, baugeschichtlich und ortsgeschichtlich von Bedeutung | 09295755 |
| Weitere Bilder                          | Mietshaus in geschlossener Bebauung in Ecklage | Stephanstraße 16 (Karte)                                                                                       | 1881-1882 (Mietshaus) | mit Tordurchfahrt, Klinkerfassade mit Sandsteingliederung, mit Erker und Balkons, im Stil des Historismus, Architekt: Max Bösenberg, baugeschichtlich von Bedeutung | 09290617 |
|                                         | Mietshaus in geschlossener Bebauung | Stephanstraße 18 (Karte)                                                                                       | 1883 (Mietshaus) | mit Tordurchfahrt, Klinkerfassade mit Sandsteingliederung, repräsentativer Erker von zwei überlebensgroßen Figuren getragen, großartiger Historismusbau, Architekt: Max Bösenberg, baugeschichtlich von Bedeutung | 09290618 |
| Direkt Bild zu diesem Denkmal hochladen | Mietshaus in geschlossener Bebauung und Hofgebäude | Stephanstraße 20 (Karte)                                                                                       | 1880-1881 (Mietshaus), 1889 (Remise) | Vorderhaus mit Tordurchfahrt, repräsentative Putzfassade, Stuck in der Tordurchfahrt, baugeschichtlich von Bedeutung | 09290619 |
|                                         | Mietshaus (mit zwei Hausnummern: Stephanstraße 22 und Brüderstraße 65) in geschlossener Bebauung in Ecklage | Stephanstraße 22 (Karte)                                                                                       | 1880 (Doppelmietshaus) | Putzfassade, geätzte Treppenhausfenster, prächtiger Historismusbau in wirkungsvoller Ecklage, baugeschichtlich bedeutsames Zeugnis der Stadterweiterung | 09290620 |
| Direkt Bild zu diesem Denkmal hochladen | Handschwengelpumpe mit Brunnenschacht und Abdeckplatte | Sternwartenstraße (Karte)                                                                                      | 1891 (Handschwengelpumpe) | vor Nummer 23/25, Typ Gotik, ortsgeschichtlich von Bedeutung | 09290936 |
| Weitere Bilder                          | Doppelmietshaus in geschlossener Bebauung, mit Seitenflügeln, Hinterhaus und Hofpflasterung | Sternwartenstraße 4; 6 (Karte)                                                                                 | 1858 (Mietshaus) | mit Tordurchfahrt, mit Läden, historisierende Klinkerfassade, farbige Klinkergliederung in der Tordurchfahrt, baugeschichtlich von Bedeutung | 09290899 |
| Weitere Bilder                          | Fabrikgebäude in ehemals geschlossener Bebauung | Sternwartenstraße 8 (Karte)                                                                                    | 1902 (Geschäftshaus) | mit Tordurchfahrt, Klinkerfassade, baugeschichtlich und ortsgeschichtlich von Bedeutung | 09290901 |
| Weitere Bilder                          | Wohn- und Geschäftshaus (unter zwei Hausnummern) in geschlossener Bebauung in Ecklage und Seitenflügel zum Hof | Sternwartenstraße 14; 16 (Karte)                                                                               | bezeichnet 1868 (Wohn- und Geschäftshaus) | Putzfassade, farbige Treppenhausfenster, Seitenflügel geätzte Scheiben und gusseiserne Säulen, baugeschichtlich von Bedeutung | 09290902 |
|                                         | Mietshaus in geschlossener Bebauung | Sternwartenstraße 18 (Karte)                                                                                   | 1868 (Mietshaus) | mit Läden, klassizistisch wirkende Putzfassade, baugeschichtlich von Bedeutung | 09290903 |
|                                         | Mietshaus in geschlossener Bebauung | Sternwartenstraße 20 (Karte)                                                                                   | 1866 (Mietshaus) | mit Laden, Putzfassade mit Sandsteingliederung, klassizistisch wirkende Fassade, baugeschichtlich von Bedeutung | 09290904 |
|                                         | Geschäftshaus in ehemals geschlossener Bebauung | Sternwartenstraße 21 (Karte)                                                                                   | um 1920 (Geschäftshaus) | Putzfassade, dazugehörig: Seeburgstraße 20 (siehe Objekt 09290918), benannt nach dem Eigentümer Seifenfabrikant Georg Klinger, baugeschichtlich und ortsgeschichtlich von Bedeutung | 09291808 |
|                                         | Mietshaus in geschlossener Bebauung | Sternwartenstraße 23 (Karte)                                                                                   | 1863 (Mietshaus) | ehemals mit Laden, klassizistische Putzfassade, baugeschichtlich von Bedeutung | 09290906 |
|                                         | Mietshaus in geschlossener Bebauung | Sternwartenstraße 25 (Karte)                                                                                   | 1863 (Mietshaus) | mit Hausdurchgang, klassizistisch wirkende Putzfassade, baugeschichtlich von Bedeutung | 09290907 |
|                                         | Mietshaus in geschlossener Bebauung | Sternwartenstraße 27 (Karte)                                                                                   | 1863-1864 (Mietshaus) | ehemals mit Läden, Putzfassade mit Sandsteingliederung, baugeschichtlich bedeutsam, Zeugnis der vorgründerzeitlichen Entwicklung in den Vororten Denkmaltext 1830 befand sich das Grundstück im Besitz von Friedrich Paul Schmidt, im Sommer 1863 begehrte der Advokat Dr. Ed. Kori die Errichtung eines Wohnhauses sowie eines Seitengebäudes. Hierfür verpflichtete er die Firma Voigt, Wend [Wencke/e], Werner und den Maurermeister M. Kornagel. Neue Pläne gerieten im Herbst zur Einreichung, da das Haus mit dem stehenden Anbau verbunden werden sollte. Für Juli 1864 wird das zweispännige Vordergebäude als fertig gemeldet und zeitgleich ein Holzstallneubau beantragt sowie 1888 eine Remise. Für das Wohnhaus sind 1908 ein Ladeneinbau, der Umbau der Toiletten, im Jahr 1910 ein weiterer Ladeneinbau aktenkundig, der Ladeneinbau links neben der Hauseingangstür für 1911- 1912. Umbauten an der „Schauseite“ veranlasste die Stadt Leipzig 1938, die das Haus zwei Jahre zuvor bei einer Zwangsversteigerung erworben hatte. Ein Aufgabenstellung 1979 beinhaltete den „Umbau des ehemaligen Fleischerladens zur Mittagsversorgung älterer Bürger“ mit 40 Plätzen anlässlich des 30. Jahrestages der DDR. Letzte grundhafte Sanierungsarbeiten fanden in den Jahren 2008 bis 2009 statt. Spätklassizistisch sind Fassadenaufbau und die sparsame Stuckdekoration, der Hauseingang liegt mittig in der neunachsigen verputzten Fassade. Rahmungen und Gesimse sind aus Sandsteinwerkstein. Insbesondere durch die (im weiteren mehrfach veränderten) Geschäftseinbauten zu Beginn des 20. Jahrhunderts hatte sich das Erscheinungsbild des eleganten Hauses verändert, wurde im Rahmen der Sanierung jedoch grundhaft zurückgewonnen. Innen sind u. a. erhalten das Treppenhaus mit einer Schablonenmalerei sowie Fußbodenfliesen im Eingangsbereich. Das der spätklassizistischen Stadterweiterung entstammende Haus besitzt eine baugeschichtliche Bedeutung sowie aufgrund der zahlreichen Verluste gleichartiger Häuser im sogenannten Seeburgviertel einen Seltenheitswert. LfD/2016 | 09290908 |
|                                         | Mietshaus in geschlossener Bebauung | Sternwartenstraße 29 (Karte)                                                                                   | 1868 (Mietshaus) | mit Hausdurchgang und Laden, klassizistisch wirkende Putzfassade, hübsche Ladenfront, baugeschichtlich von Bedeutung | 09290909 |
|                                         | Mietshaus in geschlossener Bebauung | Sternwartenstraße 31 (Karte)                                                                                   | 1862 (Mietshaus) | mit Laden, klassizistisch wirkende Putzfassade, baugeschichtlich von Bedeutung | 09290910 |
| Direkt Bild zu diesem Denkmal hochladen | Mietshaus in ehemals geschlossener Bebauung | Sternwartenstraße 33 (Karte)                                                                                   | 1862 (Mietshaus) | Putzfassade, ortsentwicklungsgeschichtlich von Bedeutung | 09290911 |
|                                         | Mietshaus in ehemals geschlossener Bebauung | Sternwartenstraße 38 (Karte)                                                                                   | 1873-1877 (Mietshaus) | mit Hausdurchgang, Putzfassade mit Sandsteingliederung, original erhaltener Frühgründerzeitbau, bauhistorische und wissenschaftlich-dokumentarischer Bedeutung für die Entwicklung Leipziger Vororte Denkmaltext Erste Pläne einer Bebauung des Grundstücks wurden im Oktober 1873 geprüft und für bedingungsweise zulässig befunden, diese kamen nicht zur Umsetzung. Zimmermeister Joh. Mor. Kersten initiierte den 1877 ausgeführten, nur fünf Achsen breiten „Ergänzungsbau“. Dieser besaß in jeder Etage lediglich eine Wohnung und wurde wenige Tage vor Weihnachten zur Ingebrauchnahme freigegeben, samt Souterrain, Wasser- und Gasleitung. Neben drei bzw. vier Stuben in den oberen Geschossen waren Küche mit Speisekammer, Korridor und ein Alkoven vorgesehen, die Aborte in einem rückwärtigen Anbau am Treppenhaus. Bei der 2013-2015 vorgenommenen Sanierung machte sich ein größerer Austausch an Originalsubstanz notwendig, auch wurden die Wohnungen geteilt. Die Entwurfszeichnung der Fassade zeigt in ihrer architektonischen Gliederung noch eine elegante spätklassizistische Formensprache, ist komplett über dem sichtbaren Bruchsteinsockel verputzt, das Dach war mit Schiefer gedeckt. Inmitten des Umgestaltungsgebietes Seeburgstraße hat sich mit dem angrenzenden Eckhaus Talstraße 27 sowie Nummer 42 ein bemerkenswertes Bauzeugnis der Gründerjahre erhalten, zumal das linke Nachbarhaus Sternwartenstraße 40 wegen irreparabler Bauschäden 2015 letztlich doch abgebrochen werden musste. Für den spätklassizistischen Bau ist ein baugeschichtlicher Wert zu konstatieren als ein Zeugnis der Vorstadterweiterung in den sogenannten Gründerjahren. LfD/2016 | 09290914 |
|                                         | Mietshaus in ehemals geschlossener Bebauung | Sternwartenstraße 42 (Karte)                                                                                   | 1881 (Mietshaus) | mit Tordurchfahrt, Putzfassade, baugeschichtlich von Bedeutung | 09290917 |
| Direkt Bild zu diesem Denkmal hochladen | Zwei Mosaiken aus dem ehemaligen Sowjetischen Pavillon/Messehalle 12 auf dem alten Messegelände | Straße des 18. Oktober (Karte)                                                                                 | 1952 (Mosaik) | künstlerische und baugeschichtliche Bedeutung, Seltenheitswert, Bedeutung für die Volksbildung | 09306657 |
| Direkt Bild zu diesem Denkmal hochladen | Doppelläufige Auffahrt und Treppenanlage in der Achse Straße des 18. Oktober | Straße des 18. Oktober (Karte)                                                                                 | 1912-1913 (Treppe mit Auffahrt) | erbaut ehemals im Zusammenhang mit der Brücke über die Eisenbahngleise zum Völkerschlachtdenkmal, abgebrochene Straßenbrücke in Stahlbetonkonstruktion mit zeitgemäßem Dekor der Erbauungszeit 1912-1913 an den Wangen, städtebaulich markante Anlage im Zusammenhang mit dem Bau des Völkerschlachtdenkmals, baugeschichtlich bedeutsam, die ehemalige Brücke als eine frühe Stahlbetonkonstruktion und Technisches Denkmal abgebrochen | 09302722 |
| Direkt Bild zu diesem Denkmal hochladen | Straßenanlage mit Allee | Straße des 18. Oktober (Karte)                                                                                 | 1911-1926, städtebauliche Konzeption (Straße) | historische Allee vom Bayrischen Platz zum Deutschen Platz (siehe auch Objekt 09295639) und weiter zum Völkerschlachtdenkmal (siehe Objekt 09294355), bedeutendes städtebauliches Projekt der Zeit um 1900 zur Erschließung der Äußeren Südvorstadt und später auch des Messegeländes, als eines der größten urbanistischen Vorhaben um 1910 im Zusammenhang mit dem Bau des Völkerschlachtdenkmals städtebaulich und stadtgeschichtlich bedeutsam | 09304794 |
| Direkt Bild zu diesem Denkmal hochladen | Hauptachse des alten Leipziger Messegeländes | Straße des 18. Oktober (Karte)                                                                                 | 1911-1913 (Allee) | Kastanien- und Robinienallee mit breitem Mittelstreifen, ortsgeschichtlich und stadtgrüngeschichtlich von Bedeutung | 09304559 |
|                                         | Mietshaus in geschlossener Bebauung konzipiert, mit Vorgarten, Einfriedung und Wegepflasterung | Straße des 18. Oktober 13 (Karte)                                                                              | um 1915 (Mietshaus) | Putzfassade, Reformstil-Architektur, baugeschichtlich von Bedeutung | 09295541 |
|                                         | Mietshaus in geschlossener Bebauung, mit Vorgarten und Einfriedung | Straße des 18. Oktober 15 (Karte)                                                                              | 1913-1915 (Mietshaus) | mit Tordurchfahrt, Hausflur mit zwei Jugendstilstuckreliefs antiker Szenen, Putzfassade, städtebaulich wirksames Reformstilgebäude, baugeschichtlicher Wert | 09295542 |
|                                         | Mietshaus in geschlossener Bebauung in Ecklage und Vorgarten | Straße des 18. Oktober 17 (Karte)                                                                              | um 1915 (Mietshaus) | Putzfassade, zwei Risalite mit kolossaler Pilastergliederung, Eingang mit Balkonvorbau auf Doppelsäulen, Reformstil-Architektur, baugeschichtlich von Bedeutung | 09295543 |
| Weitere Bilder                          | Messehalle 12 auf dem Alten Messegelände | Straße des 18. Oktober 42 (Karte)                                                                              | 1924-1925 (Messehalle), Umbau 1952 (Messehalle) | Halle mit durch Pylonen gegliederten breiten Vorbau und Turm in Form einer steilen Pyramide mit Sowjetstern, vor dem Eingang ehemals Stele mit Kopf Lenins, errichtet in den 1920er Jahren als Ausstellungshalle für Werkzeugmaschinen, Architekt: Oskar Pusch, Dresden, Umbau in den 1950er Jahren zum Sowjetischen Pavillon, baugeschichtlich und ortsgeschichtlich von Bedeutung | 09295640 |
| Weitere Bilder                          | Messehalle 11 auf dem Alten Messegelände | Straße des 18. Oktober 44 (Karte)                                                                              | 1925 (Messehalle) | Halle mit Ziegelfassade, Spitzbögen mit Keramikeinfassungen und terrassenförmigem Dachaufbau, von expressionistischer Wirkung, seit 2003 Einkaufsmarkt, baugeschichtlich und ortsgeschichtlich von Bedeutung | 09295641 |
| Weitere Bilder                          | Messehalle 15 auf dem Alten Messegelände | Straße des 18. Oktober 46 (Karte)                                                                              | 1926-1927 (Messehalle) | mit freitragender Stahlkonstruktion und Sheddachbelichtung, technikgeschichtlich, ortshistorisch und baugeschichtlich von Bedeutung | 09295810 |
| Direkt Bild zu diesem Denkmal hochladen | Transportabler Tresor | Straße des 18. Oktober 48 (Karte)                                                                              | 1813 (Ausstattung) | sogenannte Napoleonische Kriegskasse, zur Zeit aufgestellt in der Außenstelle der Deutschen Bundesbank, Seltenheitswert, geschichtlich von Bedeutung | 09260632 |
| Direkt Bild zu diesem Denkmal hochladen | Portal (mit Türblatt) eines Grundstücks | Talstraße 6 (Karte)                                                                                            | um 1885 (Portal) | Sandsteinportal, im Stil des Historismus, baugeschichtlich und ortsgeschichtlich von Bedeutung | 09290635 |
|                                         | Mietshaus in ehemals in offener Bebauung mit Einfriedung | Talstraße 7 (Karte)                                                                                            | 1863 (Mietshaus) | schlichte historistische Putzfassade, eines der ältesten Häuser des Stadtviertels, ortsentwicklungsgeschichtlich und baugeschichtlich von Bedeutung | 09290636 |
|                                         | Villa (Goldschmidtstraße 31 und Talstraße 8), mit Einfriedung und Toreinfahrt an der Talstraße, Garten, Remisengebäude und Büste von Max Schroeder | Talstraße 8 (Karte)                                                                                            | 1881-1883 (Fabrikantenvilla), 1912, Büste (Denkmal) | reiche historistische Sandsteinfassade im Stil des französischen Manierismus, Erker und Vorlagen, zum Garten Veranda und Eckturm, erbaut für die Papierfabrikantenfamilie Schröder, baugeschichtlich, ortsentwicklungsgeschichtlich und baukünstlerisch von Bedeutung | 09290159 |
|                                         | Wohn- und Geschäftshaus (Anschrift: Goldschmidtstraße 28 und Talstraße 9) in halboffener Bebauung und in Ecklage, mit rückwärtigem Werkstatttrakt | Talstraße 9 (Karte)                                                                                            | 1862 (Wohn- und Geschäftshaus) | gut gegliederte Putzfassade, stilistisch zwischen Klassizismus und Historismus, als Wohn- und Druckereigebäude erbaut, baugeschichtlich und ortsgeschichtlich von Bedeutung | 09290157 |
| Weitere Bilder                          | Wohn- und Geschäftshaus in halboffener Bebauung in Ecklage | Talstraße 10 (Karte)                                                                                           | 1873-1874 (Wohn- und Geschäftshaus) | historistische Putzfassade in Formen der Neurenaissance, Putz- und Sandsteingliederungen, Verlagshaus des Musikverlags C. F. Peters, Wirkungsstätte von Edvard Grieg, baugeschichtlich, baukünstlerisch, kulturgeschichtlich, ortsgeschichtlich, musikgeschichtlich und wissenschaftlich von Bedeutung | 09290784 |
|                                         | Mietshaus in geschlossener Bebauung | Talstraße 12 (Karte)                                                                                           | 1887 (Mietshaus) | mit Tordurchfahrt, Putzfassade mit Sandsteingliederung, baugeschichtlich von Bedeutung | 09290785 |
|                                         | Mietshaus in halboffener Bebauung in Ecklage | Talstraße 12a (Karte)                                                                                          | 1887 (Mietshaus) | mit Tordurchfahrt, mit Laden, historisierende Putzfassade, Stuck im Eingangsbereich, baugeschichtlich von Bedeutung | 09290786 |
| Direkt Bild zu diesem Denkmal hochladen | Mietshaus in halboffener Bebauung in Ecklage | Talstraße 27 (Karte)                                                                                           | 1865 (Mietshaus) | Putzfassade, Wandgliederung und Stuck im Eingangsbereich, baugeschichtlich von Bedeutung | 09290788 |
|                                         | Mietshaus in ehemals geschlossener Bebauung | Talstraße 30 (Karte)                                                                                           | 1880 (Mietshaus) | mit Laden, historisierende Putzfassade, ehemals blaugeflieste Ladenfront mit ovalen Glasbildern, baugeschichtlich von Bedeutung | 09290789 |
|                                         | Institutsgebäude und daran angebautes Hofgebäude | Talstraße 33 (Karte)                                                                                           | 1878-1879 (Hochschule), 1912 (Hörsaalgebäude), 1934 (Plastik) | historisierende Putzfassade, Zweiflügelbau mit Hauptportal in der Eckabschrägung, Portal flankiert von zwei Bärengruppen, späteres Hörsaalgebäude im Hof, Teil einer Gesamtanlage mit Brüderstraße 32, 34 und Talstraße 35, ortshistorisch und baugeschichtlich von Bedeutung | 09295629 |
|                                         | Mietshaus in geschlossener Bebauung | Talstraße 34 (Karte)                                                                                           | 1904 (Mietshaus) | historisierende Klinker-Sandstein-Fassade mit Kastenerker, baugeschichtlich von Bedeutung | 09290790 |
|                                         | Institutsgebäude (mit zwei Porträtbüsten im Treppenhaus) sowie Kesselhaus mit Esse im Hof | Talstraße 35 (Karte)                                                                                           | 1867-1869 (Institut), 1900 (Kesselhaus mit Esse), 1934 (Kossmat-Büste), 1914 (Credner-Büste)                                                                                    | historisierende Putzfassade, langgestreckter Institutsbau mit Hauptfront zur Liebigstraße, niedrigerer Seitenflügel, Teil einer Gesamtanlage mit Brüderstraße 32 und 34 und Talstraße 33, Büsten Hermann Credner und Franz Kossmat im Institutsgebäude, baugeschichtlich und ortsentwicklungsgeschichtlich von Bedeutung | 09295630 |
| Direkt Bild zu diesem Denkmal hochladen | Einzeldenkmale der Sachgesamtheit Alter Johannisfriedhof: Baumgärtnersches Grufthaus und zahlreiche Grabmale (auch umgesetzte Grabmale des Neuen Johannisfriedhofs) sowie Friedhofseinfriedung (siehe auch Sachgesamtheitsdokument - Obj. 09293036) | Täubchenweg (Karte)                                                                                            | ab 1278 (Friedhof), nach 1536 alleiniger Begräbnisplatz der Stadt (Fri, 1726 (Grufthaus))                                                                                       | aufgelassener alter Friedhof, älteste Begräbnisstätte Leipzigs, Baumgärtnersches Grufthaus im Barockstil, auf Grund der erhaltenen Grabmale etlicher Persönlichkeiten der Stadtgeschichte von besonderer ortsgeschichtlicher Bedeutung, auch von gartenhistorischem Wert | 09290634 |
|                                         | Denkmal für F. M. von Treuenfeld, genannt Eduard Stein | Täubchenweg (Karte)                                                                                            | 1828 (Denkmal) | ; heute auf dem Alten Johannisfriedhof, zur Erinnerung an den Schauspieler Franz Matthias von Treuenfeld, personengeschichtlich von Bedeutung | 09290653 |
| Weitere Bilder                          | Denkmal der Erstürmung des äußeren Grimmaischen Tores 1813 = Friccius-Denkmal | Täubchenweg (Karte)                                                                                            | 1863 (Denkmal) | | 09290629 |
|                                         | Denkmal für John Motherby | Täubchenweg (Karte)                                                                                            | nach 1815 (Grabmal) | Grabstein für den preußischen Offizier John Motherby (1784-1813), ehemals auf dem Johannisfriedhof, Erinnerungsmal an die Völkerschlacht bei Leipzig, geschichtlich von Bedeutung | 09290630 |
| Weitere Bilder                          | Denkmal für Karl Friedrich Friccius | Täubchenweg (Karte)                                                                                            | bez. 1863 (Denkmal) | Sandsteinmonument mit Porträtmedaillon für den Führer der 3. Ostpreußischen Landwehr Major Carl Friccius, errichtet anlässlich des 50. Jahrestages der Völkerschlacht bei Leipzig, Denkmal der Erstürmung des äußeren Grimmaischen Tores 1813, Geschichtszeugnis, Erinnerungswert | 09299279 |
| Weitere Bilder                          | Mietshaus (Anschrift: Rabensteinplatz 3 und Täubchenweg 1) in geschlossener Bebauung in Ecklage, mit Remisen-Anbau am Täubchenweg | Täubchenweg 1 (Karte)                                                                                          | 1880 (Mietshaus), 1885 (Remisen-Anbau) | Klinker-Sandstein-Fassade, Stuck im Eingangsbereich, mit Läden und Balkon am Täubchenweg, repräsentativer Historismusbau, städtebaulich und baugeschichtlich von Bedeutung | 09290623 |
|                                         | Brauereigelände (Anschrift: Täubchenweg 5 und 7 sowie Spohrstraße 10/10a) mit Sudhaus, Kelleranlagen, Kühlhaus sowie technischer Ausstattung | Täubchenweg 5; 7 (Karte)                                                                                       | 1930er Jahre (Brauerei) | selten so stadtnah erhaltener Brauereikomplex, als altes Familienunternehmen mit hohem Erinnerungswert, städtebaulich wirksam und für die Stadtgeschichte von Bedeutung | 09290631 |
|                                         | Mietshaus in geschlossener Bebauung, mit Hofpflasterung | Turnerstraße 1 (Karte)                                                                                         | 1868 (Mietshaus) | Putzfassade mit Sandsteingliederung, baugeschichtlich von Bedeutung | 09290755 |
|                                         | Mietshaus in geschlossener Bebauung, mit zwei Hinterhäusern und Hofpflasterung | Turnerstraße 3 (Karte)                                                                                         | 1868 (Mietshaus) | mit Tordurchfahrt und Läden, Putzfassade, Schablonenmalerei, Ladenfront von 1874, baugeschichtlich von Bedeutung | 09290756 |
|                                         | Mietshaus in ehemals geschlossener Bebauung | Turnerstraße 5 (Karte)                                                                                         | 1868 (Mietshaus) | mit Tordurchfahrt, mit Läden, Putzfassade, Windfangtür im Innern, baugeschichtlich von Bedeutung | 09290757 |
| Direkt Bild zu diesem Denkmal hochladen | Mehrfamilienhäuser einer Wohnanlage, mit Leuchtreklame, weiterhin mit vorgelagerter Grünfläche sowie eine Grünfläche im Hof | Windmühlenstraße 23; 25; 27; 29; 31 (Karte)                                                                    | 1955-1956 (Mehrfamilienwohnhaus) | Putzfassade teilweise mit Erkern, mit Läden, Durchfahrt bei Nummer 27, Leuchtwerbung am Giebel Nummer 31 »Wie aus dem Ei gepellt« und Nummer 27 »Traktoroexport«, siehe auch Grünewaldstraße 13- 19 und Brüderstraße 2/4, im reduzierten Stil der Nationalen Bautradition der 1950er Jahre, städtebaulich und baugeschichtlich von Bedeutung | 09261087 |

## Ehemalige Kulturdenkmale
| Bild                                    | Bezeichnung                           | Lage                         | Datierung                | Beschreibung | ID       |
| --------------------------------------- | ------------------------------------- | ---------------------------- | ------------------------ | --- | -------- |
| Direkt Bild zu diesem Denkmal hochladen | Handschwengelpumpe                    | Bayrischer Platz (Karte)     |                          | Handschwengelpumpe mit Brunnenschacht und Abdeckplatte auf dem Vorplatz am Bayerischen Bahnhof (zur Straße des 18. Oktober; neben dem Portikus)                                                                         | 09297306 |
|                                         | Buchbinderei                          | Glockenstraße 2 (Karte)      | 1860er Jahre (Werkstatt) | Buchbinderei in ehemals halboffener Bebauung (Putzfassade mit Klinkergliederung) | 09290821 |
|                                         | Anbau des Instituts für Mikrobiologie | Liebigstraße 24 (Karte)      | 1871 (Hochschule)        | Rückwärtiger Anbau des Instituts für Mikrobiologie, mit Hörsaal und originaler Ausstattung (Putzfassade) | 09296782 |
| Direkt Bild zu diesem Denkmal hochladen | Mietshaus                             | Sternwartenstraße 40 (Karte) | 1862 (Mietshaus)         | Mietshaus in geschlossener Bebauung mit Tordurchfahrt (Putzfassade); original erhaltener Vorgründerzeitbau im geschlossenen Quartier, wissenschaftlich-dokumentarischer Bedeutung für die Entwicklung Leipziger Vororte | 09290916 |